# Centro Histórico de la Ciudad de México
El Centro Histórico de la Ciudad de México es el conjunto urbano y arquitectónico que constituye el núcleo original en torno al cual creció la actual capital mexicana, remontándose esta condición (reflejada por la zona arqueológica del Templo Mayor) hasta la antigua México-Tenochtitlan.
El área de esta zona de la ciudad se puede definir de acuerdo con dos criterios. En un sentido administrativo, corresponde a la totalidad de la colonia Centro y parte de otras diecisiete colonias de la demarcación Cuauhtémoc. En otro sentido, corresponde a la zona de monumentos históricos delimitada por el Instituto Nacional de Antropología e Historia. Se circunscribió por decreto presidencial el 11 de abril de 1980, dentro de un área de 9.7 kilómetros cuadrados; incluye y rebasa en parte el centro del antiguo islote sobre el cual se fundó la ciudad prehispánica y también el que tuvo luego la traza colonial. Es ahí, precisamente, donde perduran, a pesar de la acción destructiva del tiempo y de la actividad humana, vestigios y monumentos relevantes que reflejan los ya casi siete siglos de la vida de la ciudad. Todo este conjunto arquitectónico en esa área de la ciudad es Patrimonio de la Humanidad, desde 1987.
La zona está delimitada, al norte, por la calle República de Honduras, en la zona conocida como La Lagunilla; al sur, por la calle José María Izazaga; al este, por la avenida Anillo de Circunvalación (esto, en el tramo que va de Izazaga a República de Honduras), y al oeste, por la avenida Paseo de la Reforma (en el tramo de la calle Atenas a República de Honduras).
Recibe este nombre el viejo casco de la ciudad colonial y decimonónica, integrado por 668 manzanas, que albergan unos mil quinientos edificios catalogados con valor artístico o histórico, lo que incluye construcciones religiosas civiles, asistenciales, hospitalarias, administrativas, educativas, culturales y habitacionales, que van del siglo XVI al siglo XX, y que sigue siendo el corazón económico y político de la ciudad, a pesar de sus proporciones actuales, por su importancia fincada en su riqueza monumental, ya que se considera el centro histórico más relevante de América.
Se le llama centro histórico debido a que en el centro de la zona lacustre de cinco lagos — lago de Texcoco, lago de Chalco, lago de Xochimilco, lago de Zumpango y lago de Xaltocan — se encontraba una pequeña isla en la cual se instaló el conjunto ceremonial y político de México-Tenochtitlan, cabecera de la Triple Alianza y de los dominios de los mexicas. Posteriormente, al momento de la conquista española en 1521, la ciudad mexica pasó a ser el centro político, económico, religioso y cultural de la Nueva España, utilizando en gran medida la traza prehispánica.

## Edificios históricos
En términos absolutos, está compuesto, en su área delimitada, por:
- 67 monumentos religiosos;
- 129 monumentos civiles;
- 542 edificios incluidos por ordenamiento de la ley de 1972;
- 743 edificios valiosos, que deben conservarse;
- 111 edificios con valor ambiental, que deben conservarse;
- 6 templos modernos;
- 17 edificios ligados a hechos o personajes históricos;
- 78 plazas y jardines;
- 19 claustros;
- 26 fuentes o monumentos conmemorativos;
- 13 museos o galerías;
- 12 sitios o edificios con pintura mural, todos construidos entre los siglos XVI y XIX.

### Zona Central

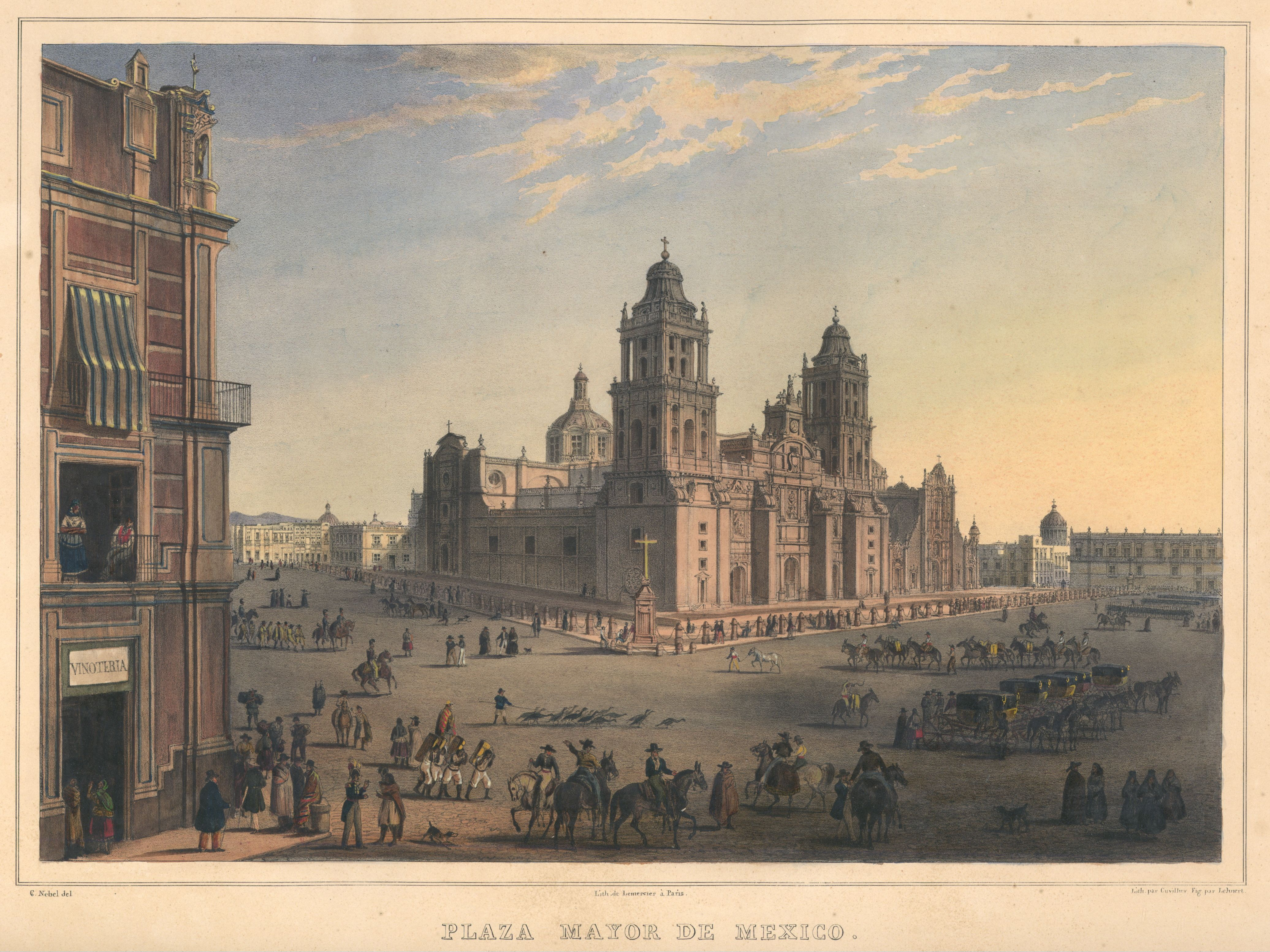
«Plaza Mayor de México» hoy conocida como el Zócalo, con la Catedral Metropolitana al fondo en 1836.

El punto central es la Plaza de la Constitución, informalmente conocida como El Zócalo. Se trata de la plaza principal de la Ciudad de México. Junto con las calles aledañas, ocupa una superficie casi rectangular de aproximadamente 46 800 m² (195 m x 240 m). Se le denominó así en honor a la Constitución de Cádiz, promulgada en 1812. Es la segunda plaza más grande del mundo y la primera entre los países de habla hispana.
En el Zócalo, se encuentra la Catedral Metropolitana que fue construida a lo largo de tres siglos, engloba en un mismo espacio los distintos estilos arquitectónicos de la época colonial. A unos pasos de la catedral, se encuentran el Palacio Nacional, sede del Poder Ejecutivo mexicano, el Antiguo Palacio del Ayuntamiento, el Edificio de Gobierno de la Ciudad de México, y el Portal de Mercaderes.
Las esquinas de los cuatro puntos cardinales del Zócalo también contienen construcciones significativas. En la esquina noroeste, junto a la catedral, se encuentran las ruinas del Templo Mayor de México-Tenochtitlán, que incluye un museo. En la esquina suroeste, sobre la antigua Plaza del Volador, se encuentra el edificio de la Suprema Corte de Justicia de la Nación. Asimismo, en el extremo noreste de la plaza, también junto a la Catedral, se localiza el edificio del Nacional Monte de Piedad, que fue la sede de las primeras autoridades virreinales en el siglo XVI. Este también ha sido el lugar donde los ciudadanos del país se reúnen para celebrar fiestas o manifestaciones, además de ser uno de los puntos turísticos más visitados del país e incluso del mundo.

### Zona Norte

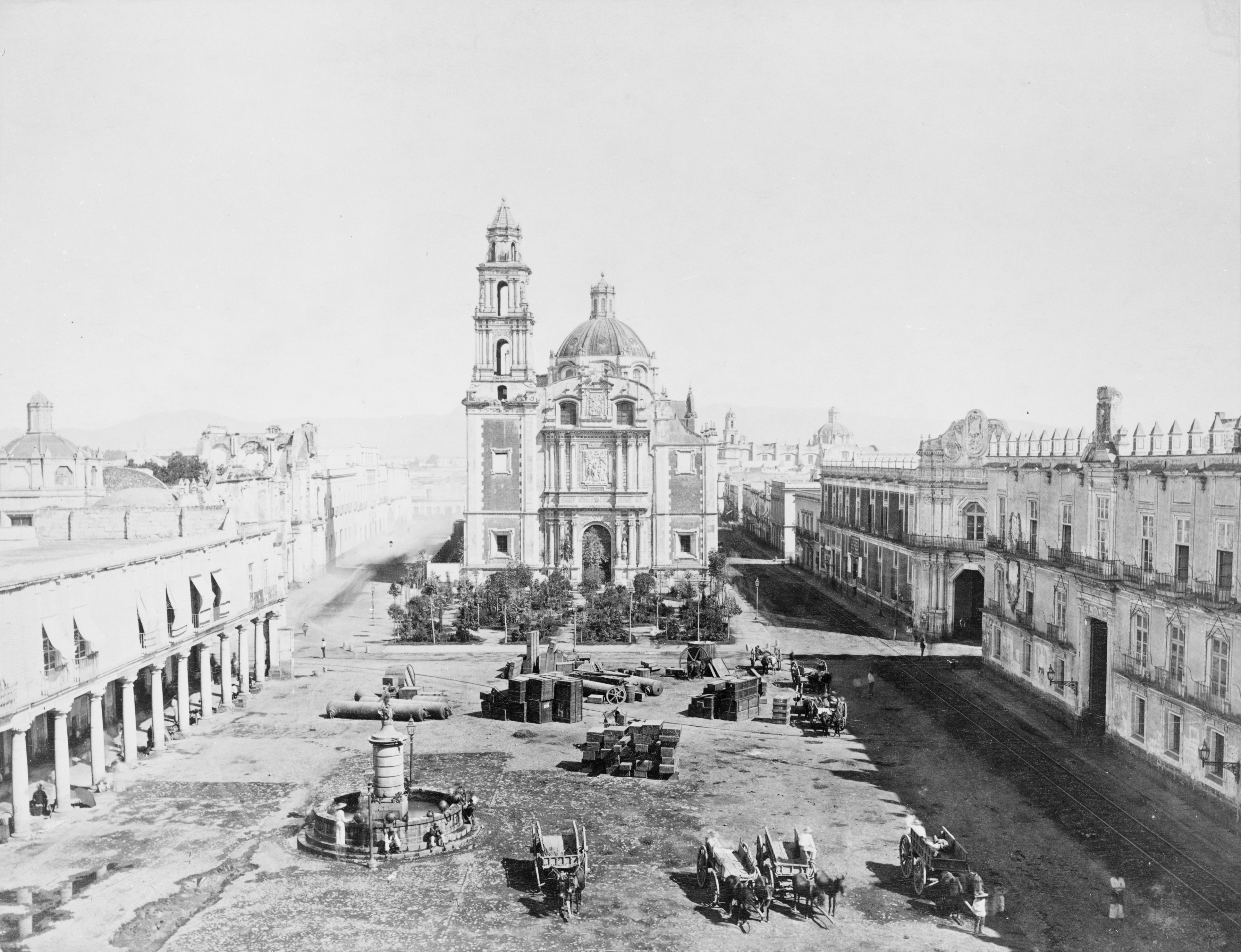
Plaza e Iglesia de Santo Domingo entre 1880-1900.

Tomando como referencia de partida el Zócalo, hacia el norte de este, en la calle de Donceles se ubica el Teatro de la Ciudad Esperanza Iris, construcción con destacado valor estético de principios del siglo XX; el Palacio Legislativo de Donceles de estilo neoclásico, construido sobre el antiguo Teatro Iturbide, y que fuera sede de la Cámara de diputados durante buena parte del siglo XX, hoy es sede del Congreso de la Ciudad de México; en la esquina de Donceles con la calle República de Argentina esta el Palacio del Marqués del Apartado, también de estilo neoclásico, cuya fachada principal esta frente al Templo Mayor. Una calle más al norte, en la de República de Cuba, se ubica el Teatro Lírico, de la misma época de finales del Porfiriato. En esta zona también se encuentran edificios como el Antiguo Colegio de San Ildefonso, el ex templo de San Pedro y San Pablo (actual Museo de las Constituciones). Continuando por la calle República de Brasil se encuentra la plaza y la Iglesia de Santo Domingo, del siglo XVIII. En la calle Justo Sierra se encuentran el Anfiteatro Simón Bolívar.

### Zona Sur
Hacia el sur del zócalo, a cinco calles, se encuentra la calle de Regina, aquí se encuentra la parte posterior de la Universidad del Claustro de Sor Juana. A un costado del mismo se encuentra el Hospital Concepción Béistegui, ahora un museo. Al oeste de este se encuentra el Templo de Regina Coeli, de la época de la colonia, antes el Ex Convento de Regina Coeli, la cual consta de tres altares finamente tallados en caoba y chapados en oro, de arte barroco, cuenta con algunas pinturas de tipo renacentista.
En el sur también se encuentran el antiguo Palacio de los Condes de Santiago de Calimaya (actual Museo de la Ciudad de México), la Catedral de Nuestra Señora de Balvanera, el Hospital de Jesús y la Iglesia de Jesús.

### Zona Este
Al este del Zócalo, inmediatamente sobre la calle de Moneda se ubica la cerrada Licenciado Verdad, callejón donde se localiza el Palacio de la Autonomía, antigua sede la rectoría de la UNAM, y la Iglesia de Santa Teresa la Antigua, célebre por la cúpula diseñada por Lorenzo de la Hidalga. Metros más adelante se encuentra la Iglesia de Nuestro Señor de la Humildad, también conocida como «Capilla de Manzanares», por la calle en que se ubica. También en la calle de Moneda, esquina con la calle Academia, se encuentra sobre esta la Academia de San Carlos.

### Zona Oeste
Al oeste del zócalo, hacia la zona de la Alameda Central, en las calles 5 de mayo y Francisco I. Madero, que es paralela a la primera y peatonal, se encuentran destacados ejemplos del Barroco novohispano, la arquitectura ecléctica porfiriana y del Art déco posrevolucionario; siendo los más significativos la Casa de los Azulejos, el Museo del Estanquillo, el Templo de La Profesa y el Palacio de Iturbide.
Muy cerca de ahí, sobre la calle de Tacuba (antigua Calzada México-Tacuba), se localizan lugares tradicionales de la ciudad, como el Café Tacuba, un restaurante, decorado con mosaicos de Talavera y en donde se sirven elementos de la cocina tradicional mexicana. En la misma calle se encuentra la Plaza Manuel Tolsá, lugar de armonía arquitectónica, con edificios tan destacados como el Museo Nacional de Arte (de estilo ecléctico) y el Palacio de Minería, de estilo neoclásico. Casi enfrente de la Plaza Manuel Tolsá, a un lado del Palacio de Minería, se encuentra el Palacio Postal, edificio de estilo inspirado en la arquitectura de Venecia.
En esta zona, hacia la calle Belisario Domínguez, se encuentra la Capilla de la Inmaculada Concepción.
Un poco más al sur, en la calle Independencia se encuentra el Teatro Metropólitan, un antiguo cine reconvertido en teatro. En la calle del Ayuntamiento encontramos la Basílica de San José, del siglo XVIII.
Justo frente al Palacio Postal, atravesando el Eje Central, se ubica el Palacio de Bellas Artes, cuyo exterior está decorado con esculturas ejecutadas en estilo Art Nouveau, que contrastan con el de su interior art déco, decorado con motivos geométricos y prehispánicos. Es en frente de este palacio, desde donde se puede apreciar otro de los edificios más simbólicos de la urbe, la Torre Latinoamericana, el primer rascacielos de la ciudad y en su tiempo la construcción más alta de Latinoamérica, el cual en su cúspide cuenta con un mirador, que en días despejados, permite tener perspectivas a los cuatro puntos cardinales de la ciudad.
Esta zona es la que más se ha prolongado, pues desbordando los límites del viejo asco y e incluso el antiguo islote, ha enmarcado dentro del conjunto urbanístico a las zonas delimitadas por el Paseo de la Reforma y ubicadas en la Avenida Juárez, incluyendo edificaciones simbólicas del México contemporáneo como el Ángel de la Independencia y el Monumento a la Revolución.

## Rescate del centro histórico

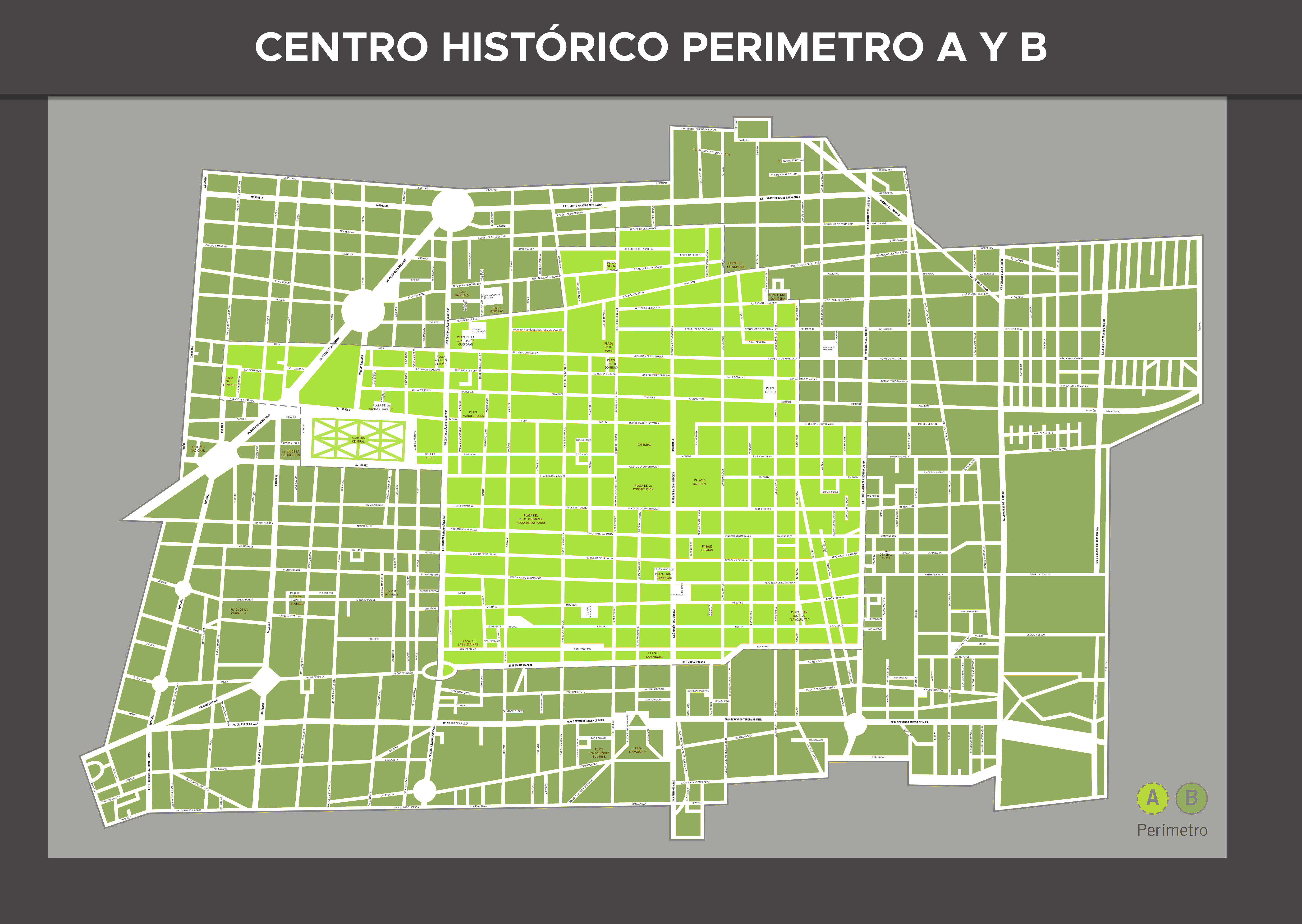
Mapa del centro histórico.

### Historia
Luego de casi seiscientos años de mantenerse como el eje de las actividades políticas, económicas y sociales de la Ciudad de México, ya fuera con el antiguo Imperio Mexica, el virreinato de la Nueva España o del México independiente, la zona del antiguo islote y del viejo casco colonial de la ciudad, empezó en la época del Porfiriato un proceso de descentralización, movido por la creciente expansión urbana y demográfica, impulsada por el desenvolvimiento económico vivido por el país; muchos centros de negocio, instituciones públicas o puntos de encuentro social y popular se desplazaron a los nuevos límites de la urbe.
Sin embargo, la fundación de la Universidad Nacional de México (actual UNAM) el 22 de septiembre de 1910, se convirtió en el suceso que permitió sostener la relevancia y dinámica de la zona centro de la capital mexicana, esto debido al establecimiento del llamado Barrio Universitario, nombre genérico con el que se refirió al centro histórico, cuando el cúmulo de escuelas, oficinas administrativas, viviendas estudiantiles y centros de investigación o divulgación de la Universidad se ubicaron en los antiguos edificios coloniales y los inmuebles decimonónicos abandonados. Esto produjo un fenómeno de revitalización del área, pues generó una cadena de comercios, centros de entretenimiento, puntos de abastecimiento e infraestructura urbana ligados a la vida académica y social de los estudiantes, docentes, autoridades y personal de la casa de estudios.
No obstante el dinamismo socioeconómico generado por el Barrio Universitario, las secuelas de la revolución mexicana en la capital entre 1911 y 1930, produjeron un progresivo abandono, en términos de conservación, de los edificios o monumentos públicos de la zona. Aun con la presencia de la Universidad, muchos de los inmuebles entraron en una fase de desinterés o descuido, generando perdidas parciales en el patrimonio artístico, la degradación de fachadas o interiores y la sustitución de elementos arquitectónicos originales por estilos modernos. En la década de los años 1920, por decreto presidencial se ordenó la protección de los edificios principales del Zócalo capitalino (Catedral y Palacio Nacional especialmente) y de la Calle de Moneda, aunque esto no se hizo extensivo al resto de la zona.
En la década de 1930, en el marco del nacionalismo revolucionario que, en el aspecto histórico-artístico, concebía la conservación de los monumentos, edificios y elementos urbanos con valor patrimonial, como un deber que protegiera la identidad cultural; se comenzó a gestar una forma de pensamiento entre autoridades y habitantes para buscar el correcto uso y cuidado de los inmuebles, reivindicado la importancia del centro histórico.
El 20 de noviembre de 1952 fue inaugurada la Ciudad Universitaria de la UNAM, un enorme campus universitario que albergaria la totalidad de las instituciones de la máxima casa de estudios, por lo que mudó ahí todo aquello que durante 42 años había residido en el centro histórico. Esto significó el abandono de todos los elementos urbanos y socioeconómicos ligados a la vida universitaria. Edificios de todo tipo quedaron desocupados, y sus calles aledañas vacías, sin iluminación o mobiliario urbano, originando problemas de ambulantaje o delincuencia; los dueños de las viviendas elevaron los costos de renta para poder subsistir, alejando aun más la población permanente del lugar, luego estas fueron congeladas y el efecto fue un declive de calidad en la vivienda; los negocios cambiaron de giro o cerraron definitivamente, atrayendo visitantes que incentivaron problemas de conductas antisociales como el delito. A todo esto se sumaron los proyectos urbanísticos de los gobiernos capitalinos, que priorizaron la expansión de la zona oeste y norte de la ciudad, excluyendo el desarrollo del centro de la capital.
El primer proyecto para el rescate del centro histórico fue propuesto por el historiador José Ezequiel Iturriaga en 1964, sin embargo no generó suficiente impacto hasta el acontecer de dos sucesos que servirían como punto de inflexión. Primero, la obtención en 1962 de la sede de los Juegos Olímpicos de 1968, que despertó, un año antes de la justa en 1967, el interés de las autoridades por el embellecimiento y adecuación de la capital como sede olímpica, creando el primer programa de rescate del centro histórico, lo que permitió una serie de trabajos de conservación y restauración de edificios coloniales, de la época porfirista e incluso los de más reciente edificación, en ello también se hicieron labores en servicios urbanos como iluminación, limpieza, pavimentación, entre otros; en este año de 1968 fue la primera vez que oficialmente se usó el término Centro Histórico para referirse a esa zona de la ciudad. El segundo acontecimiento fue el descubrimiento de las ruinas del Templo Mayor el 21 de febrero de 1978 por trabajadores de la Compañía de Luz y Fuerza del Centro que realizaban trabajos de cableado para el metro.
Este hecho generó el interés de autoridades, residentes y especialistas por la restauración del centro histórico, por ello dos años después, el 11 de abril de 1980 se publicó el decreto presidencial que creó la llamada Zona de Monumentos Históricos del Centro de la Ciudad de México, mediante el cual se delineaban las políticas públicas que intervendrían la zona para su rehabilitación y se establecían los grados de responsabilidad en ello, no solo de autoridades propietarias de los inmuebles, sino de las empresas y personas que tuvieran alguna propiedad en el área. Esto incluyó el mejoramientos de los servicios públicos de electricidad, agua potable, drenaje, limpia, alumbrado, mercados, pavimentación, asfaltado, parques y plazas. La naciente industria turística también se involucro a través de la inversión privada reconstruyendo espacios de entretenimiento, así como ampliando la oferta de comercios y servicios como hoteles, restaurantes, galerías, cines y teatros. El proyecto se propuso reposicionar la zona en la vida pública de la ciudad y el país con la construcción de la Terminal Central de Autobuses del Poniente y el Palacio Legislativo de San Lázaro; reubicando el Archivo General de la Nación en el antiguo Palacio de Lecumberri; y usando los viejos edificios de la zona para albergar distintos museos, siendo los primeros el Museo Nacional de Arte en el Palacio de las Comunicaciones en la Plaza Manuel Tolsá (1982) y el Museo Franz Mayer en el ex Hospital de San Juan de Dios (1986).
El terremoto del 19 de septiembre de 1985, devastó gran parte del centro histórico, provocando un nuevo éxodo de habitantes y comerciantes, poniéndolo nuevamente en una situación de decaimiento, pues en consecuencia mucha de la infraestructura creada hasta entonces fue descuidada, y los edificios dañados dieron marcha atrás al proceso de restauración que se vivía desde hacía cinco años. Afortunadamente, la mayor parte de los inmuebles anteriores a la segunda mitad del siglo XX (es decir los coloniales, los decimonónicos, porfiristas y posrevolucionarios) se mantuvieron en pie, por lo que la pérdida de patrimonio arquitectónico fue mínima frente a la infraestructura moderna. Gracias a ello fue posible un nuevo acontecimiento que serviría como impulso al rescate del lugar. El 11 de diciembre de 1987 la Organización de las Naciones Unidas para la Educación, la Ciencia y la Cultura declaró al centro histórico de la Ciudad de México (e incluyó a la zona de canales de Xochimilco) como Patrimonio Cultural de la Humanidad. Nombramiento que dio un alcance mundial al sitio y aumentó el grado de responsabilidad para su efectiva conservación.
Luego de las obras de reconstrucción por los terremotos de 1985, los programas de conservación y rehabilitación del centro histórico en la década de 1990 (que incluyó la creación del primer Fideicomiso para el centro histórico, aunque de carácter privado) se enfocaron en la explotación comercial, financiera y turística de la zona con el acondicionamiento de centros de negocios, desarrollo de infraestructura vial y de transporte que favoreciera el turismo, así como la regulación del comercio informal. No obstante estos programas dejaron de lado la habitabilidad de la zona, excluyendo a los residentes permanentes de casas, condominios y vecindades que presentaban altos grados de precariedad.
En diciembre del año 2000 como una de sus primeras acciones gubernamentales, el Jefe de Gobierno del Distrito Federal Andrés Manuel López Obrador, emitió un bando directriz de la política de vivienda para concentrar la oferta de este servicio público en las cuatro delegaciones centrales (Cuauhtémoc, Venustiano Carranza, Miguel Hidalgo y Benito Juárez), como medida para detener el crecimiento desordenado de la urbe, repoblar el centro histórico, impulsar la actividad económica en las zonas abandonadas y atraer inversión privada para el mejoramiento de la infraestructura turística.
El 15 de agosto de 2001 se instaló en el Palacio Nacional, en un evento encabezado por el presidente Vicente Fox y el Jefe de Gobierno Andrés Manuel López Obrador, el Consejo Consultivo para el Rescate del Centro Histórico, un ente público-privado integrado por 125 personas (intelectuales, inversionistas, artistas, etc.) y un Comité Ejecutivo de dicho consejo integrado por tres miembros del gabinete federal (Conaculta, Secretaría de Turismo y la Secretaría de Hacienda y Crédito Público), tres del gabinete local (Desarrollo Urbano, Turismo y Desarrollo Económico) y cuatro representantes de la sociedad civil: un periodista (Jacobo Zabludovsky), un historiador (Guillermo Tovar de Teresa), la Arquidiócesis de México a través del arzobispo Norberto Rivera Carrera y el empresario más rico del país: Carlos Slim. Este organismo, con la colaboración de especialistas de la Universidad Nacional Autónoma de México y el Instituto Politécnico Nacional realizó un diagnóstico pormenorizado de las áreas a intervenir y las estrategias para hacerlo.
El 28 de febrero de 2002 en una reunión del comité ejecutivo del consejo se estatizó el fideicomiso convirtiéndolo en público, aunque manteniendo los aportes de la iniciativa privada. La llamada recuperación del centro histórico dio inicio con la remodelación de las calles: Madero, Bolívar, Isabel la Católica, Cinco de Mayo, Tacuba, Donceles, Cinco de Febrero y Venustiano Carranza, todas ellas ubicadas al poniente de la Plaza Central; en esta etapa de modificaciones a calles la intervención que podría considerarse que fue de mayor magnitud es la transformación en corredor comercial-peatonal de la calle Madero.
Con el fideicomiso estatizado y ampliado por la contribución de la iniciativa privada se intervinieron 34 manzanas del área comercial del centro; se remozó el espacio público, se sustituyeron pavimentos, banquetas y mobiliario urbano, se remozaron fachadas, se modernizó la infraestructura y de nueva cuenta se reubicó a los vendedores ambulantes en las zonas remodeladas. Se creó el proyecto Alameda y se reguló a los vendedores ambulantes: algunos de ellos fueron reubicados en tres plazas comerciales y la mayoría simplemente fue desplazada de la zona «rescatada». En esa época se introdujo el Turibús. La canalización de recursos públicos para la mejora de las fachadas de inmuebles privados se efectuó a través del Acuerdo para el Arreglo de Fachadas, lo que dio como resultado 548 rehabilitaciones entre 2002 y 2006. Además, Rudolph Giuliani, exalcalde de Nueva York y promotor de la cero tolerancia, fue invitado como asesor de seguridad, y con base en sus recomendaciones se introdujeron nuevos cuerpos policiacos y otras medidas de seguridad pública. Así, en 2004 se consignó la Ley de Cultura Cívica, que otorgó atribuciones al gobierno local para desalojar de la calle las actividades informales y a los sospechosos de delincuencia.
Durante el gobierno de Marcelo Ebrard se constituyó la Autoridad del Centro Histórico como ente de gobierno de la zona para generar las políticas, proyectos y planes, ya no solo de rehabilitación y conservación, sino también de organización para la administración de recursos y servicios que conserven las remodelaciones ya hechas, coordinando a los tres niveles de gobierno (el de las entonces delegaciones, el de la ciudad y el del gobierno federal). De él surgió el proyecto del Corredor Reforma-Zócalo, plan integral para potencializar el uso turístico de la zona, realizando trabajos de remodelación de las vías públicas, edificios y monumentos; acondicionamiento de infraestructuras de servicio público como mercados, plazas comerciales y parques públicos; se reubicaron cerca de quince mil vendedores ambulantes en 48 plazas comerciales, para liberar de comercio informal a doscientas manzanas del centro histórico, realizada el 12 de octubre de 2007. En ese sexenio se rehabilitaron 26.5 km de calles y 137 000 m cuadrados de parques y plazas en aproximadamente veinte espacios públicos, incluida la remodelación de la Alameda Central. Se introdujeron ciclotaxis y la línea 4 del Metrobús (con un recorrido bidireccional de 27.3 kilómetros en treinta paradas y cuatro terminales), que vincula el centro histórico con el aeropuerto internacional. Además por primera vez se hicieron trabajos de intervención a las zonas populares del centro.
En el periodo 2012-2018, las intervenciones más significativas fueron el remozamiento de la plancha del Zócalo y de las plazas de Seminario y Tlaxcoaque; remozamiento de calles: Barrio Chino, Nuevo Barrio Centro Alameda, 20 de Noviembre, República de Perú, República de Brasil, República de Cuba, Jesús María, Isabel la Católica, Santa Veracruz, 2 de abril, callejón San Juan de Dios y República de Bolivia. Se introdujeron 135 ciclotaxis híbridos, cuatro ciclovías, treinta estaciones del sistema de renta pública de bicicletas Ecobici y el sistema de taxis eléctricos con veinte unidades. La red de transmisión subterránea de energía eléctrica en el perímetro "A" se inauguró en 2013.

## Transporte

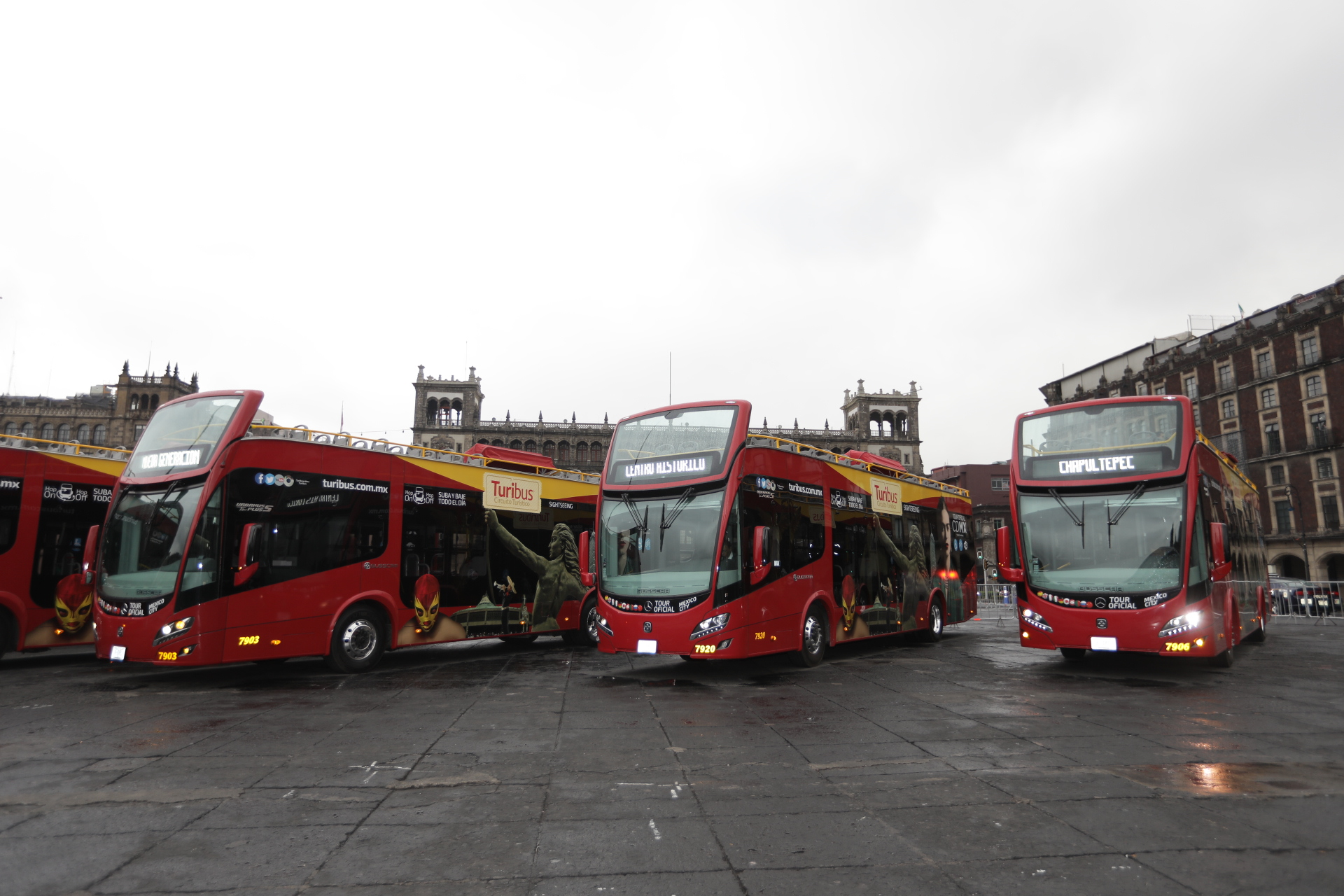
Turibuses en el centro histórico

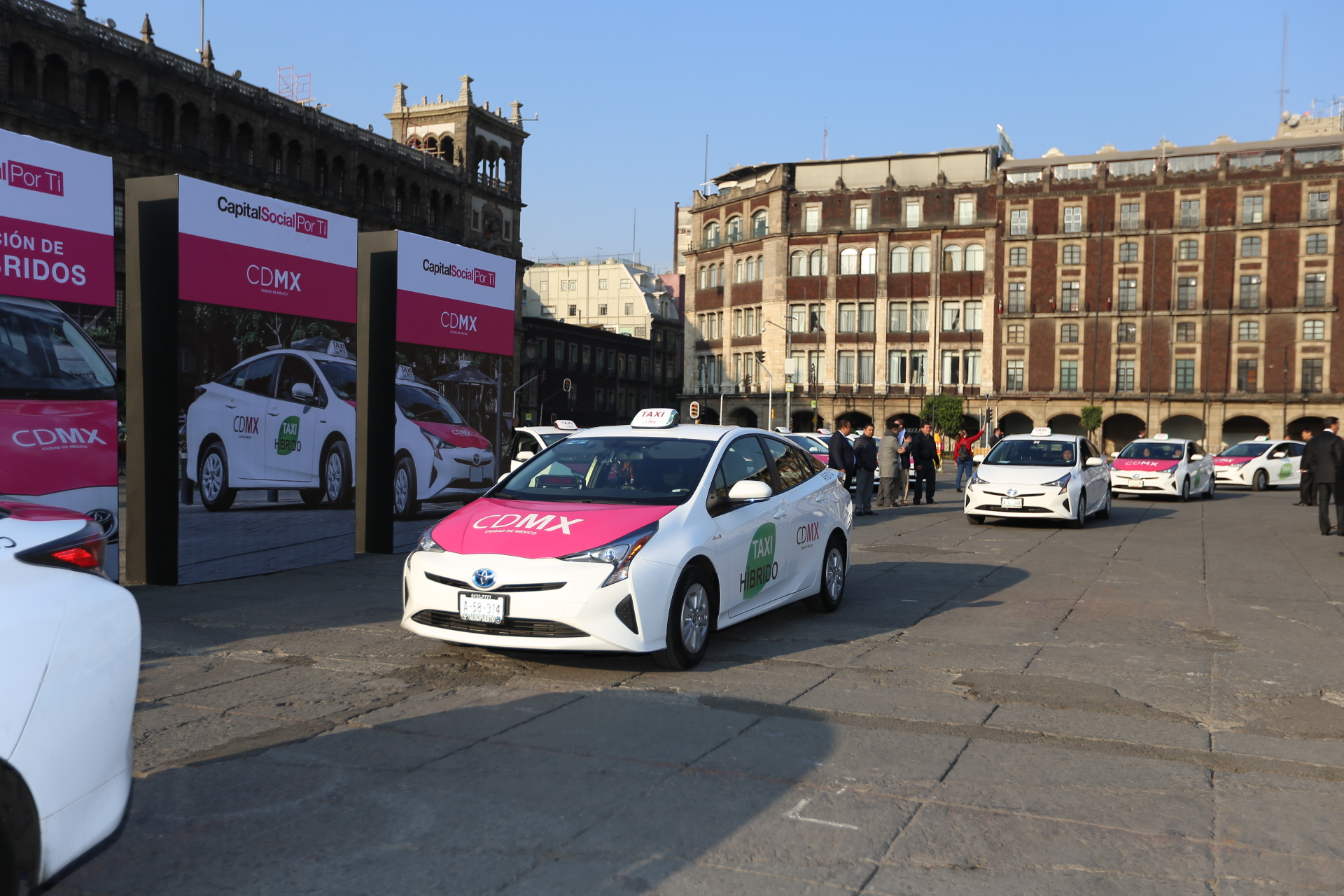
Taxis de la Ciudad de México en el centro histórico

Los autobuses turísticos de dos pisos, conocidos como "Turibús" son el medio de transporte más utilizado para el turismo en el centro histórico así como en muchas otras partes de la ciudad, este es un servicio de pago que te transporta a diferentes atractivos turísticos y puntos culturales en el centro de la ciudad y es un servicio que se puede encontrar en muchas otras ciudades del país. El Metro de la Ciudad de México es el medio de transporte más utilizado por los locales para visitar los espacios del centro histórico. El área es atendida por varias estaciones del Metro de la Ciudad de México. El Zócalo es servido por la estación de metro Zócalo / Tenochtitlan; Estación de Allende la zona norte; Las estaciones de Bellas Artes, Hidalgo y Juárez cubren el área de la Alameda; y las estaciones San Juan de Letrán, Salto del Agua, Isabel la Católica, Pino Suárez y Merced cubren la zona sur. El servicio de Metrobús de la Ciudad de México también cubre la zona con la ruta de la Línea 4. Otra forma de transporte común en el centro histórico tanto por locales como por turistas son los taxis de la Ciudad de México. Estos Taxis son un servicio regulado por el gobierno de la Ciudad de México y pueden ser convocados por la aplicación gubernamental "Mi Taxi", operan tanto en el centro histórico como en el resto de la ciudad.

## Galería

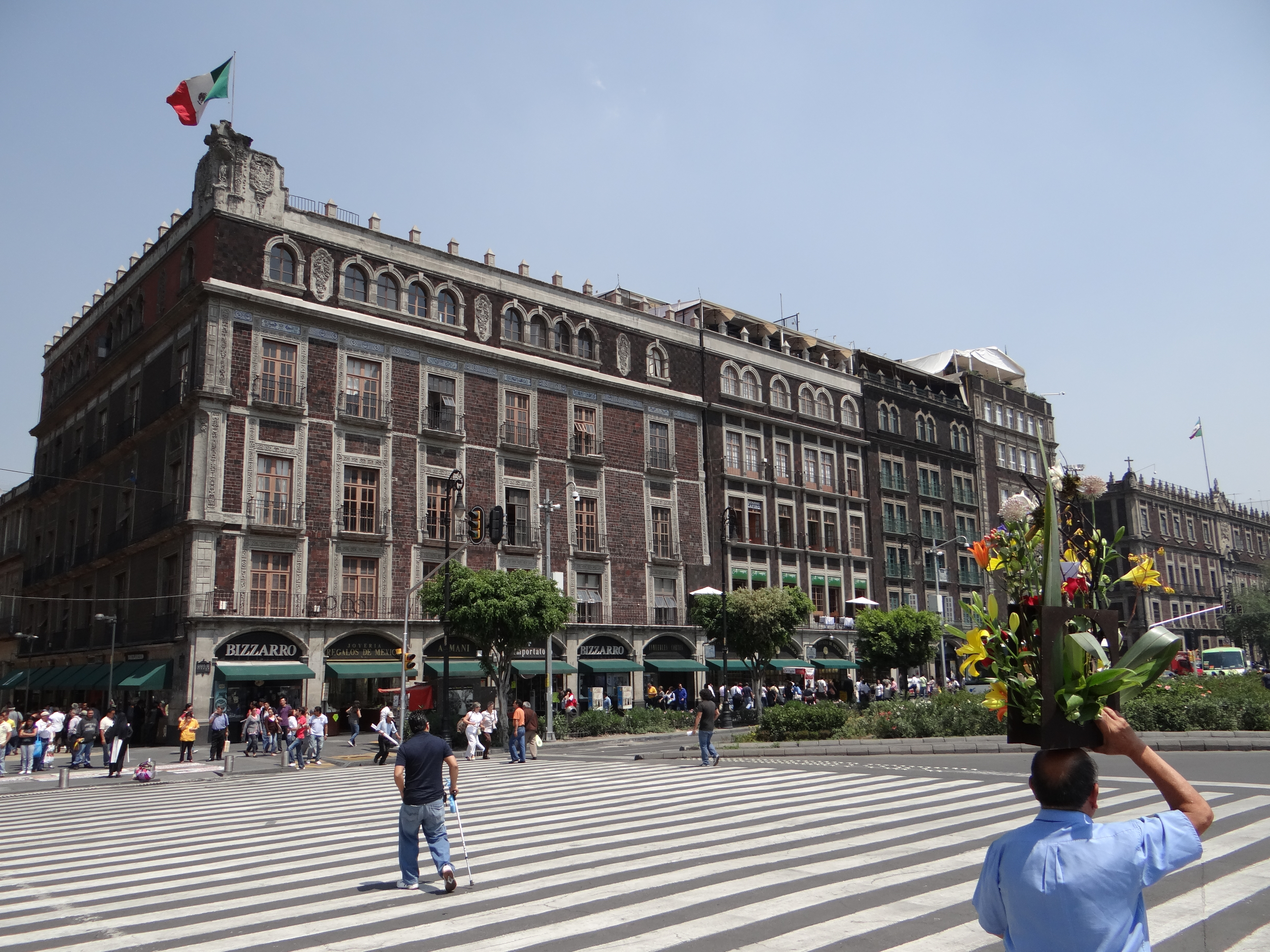
Portal de Mercaderes
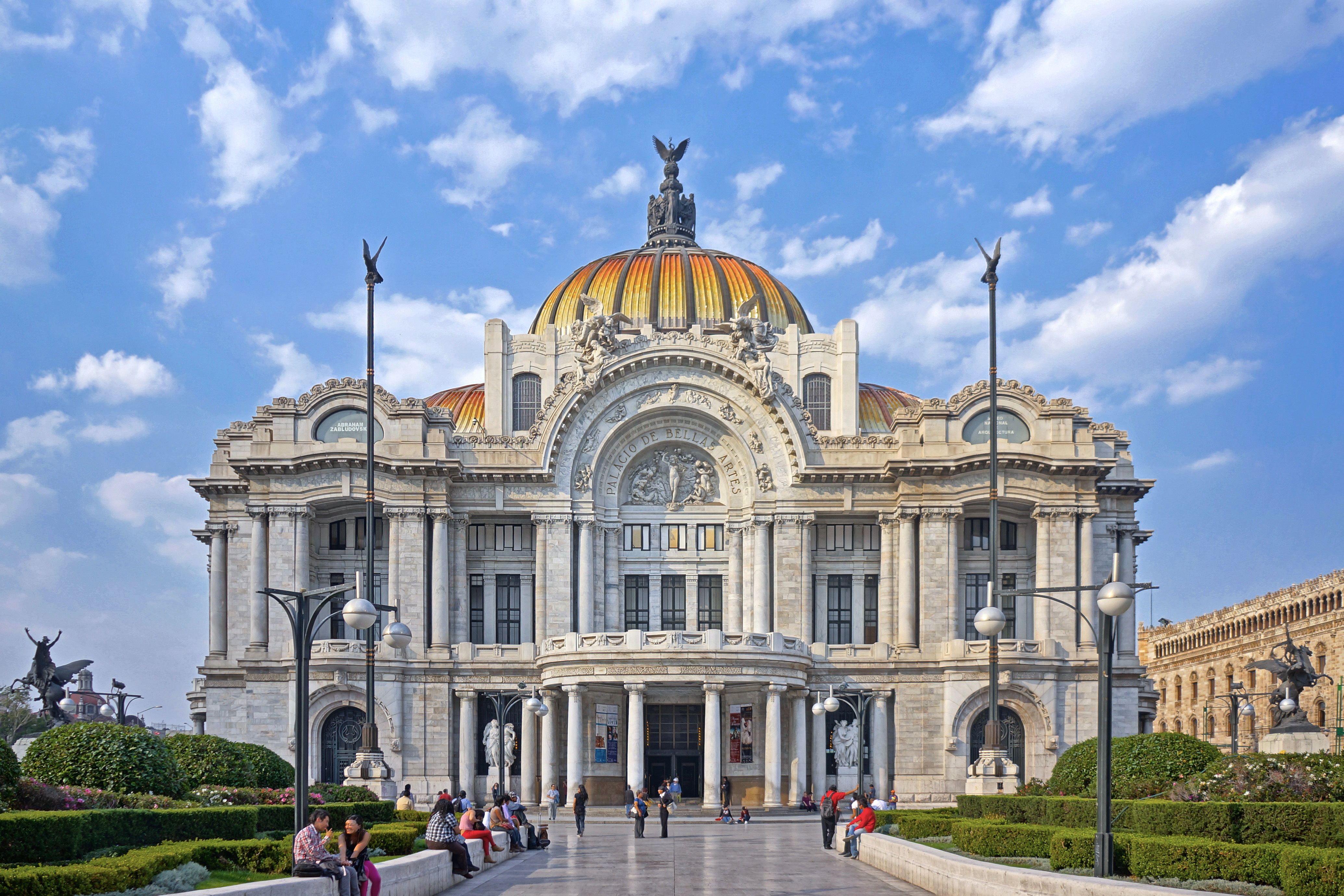
Palacio de Bellas Artes
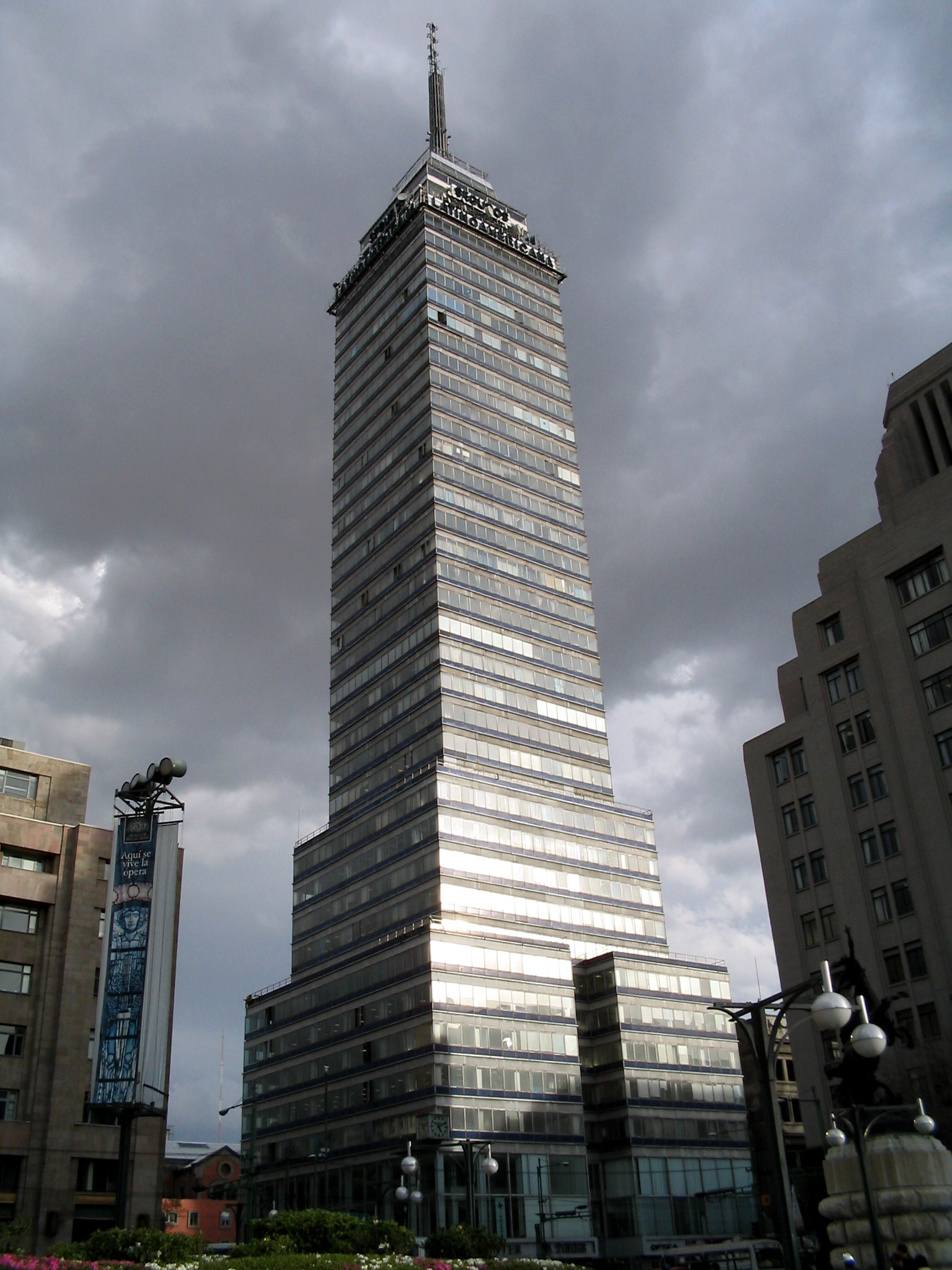
Torre Latinoamericana
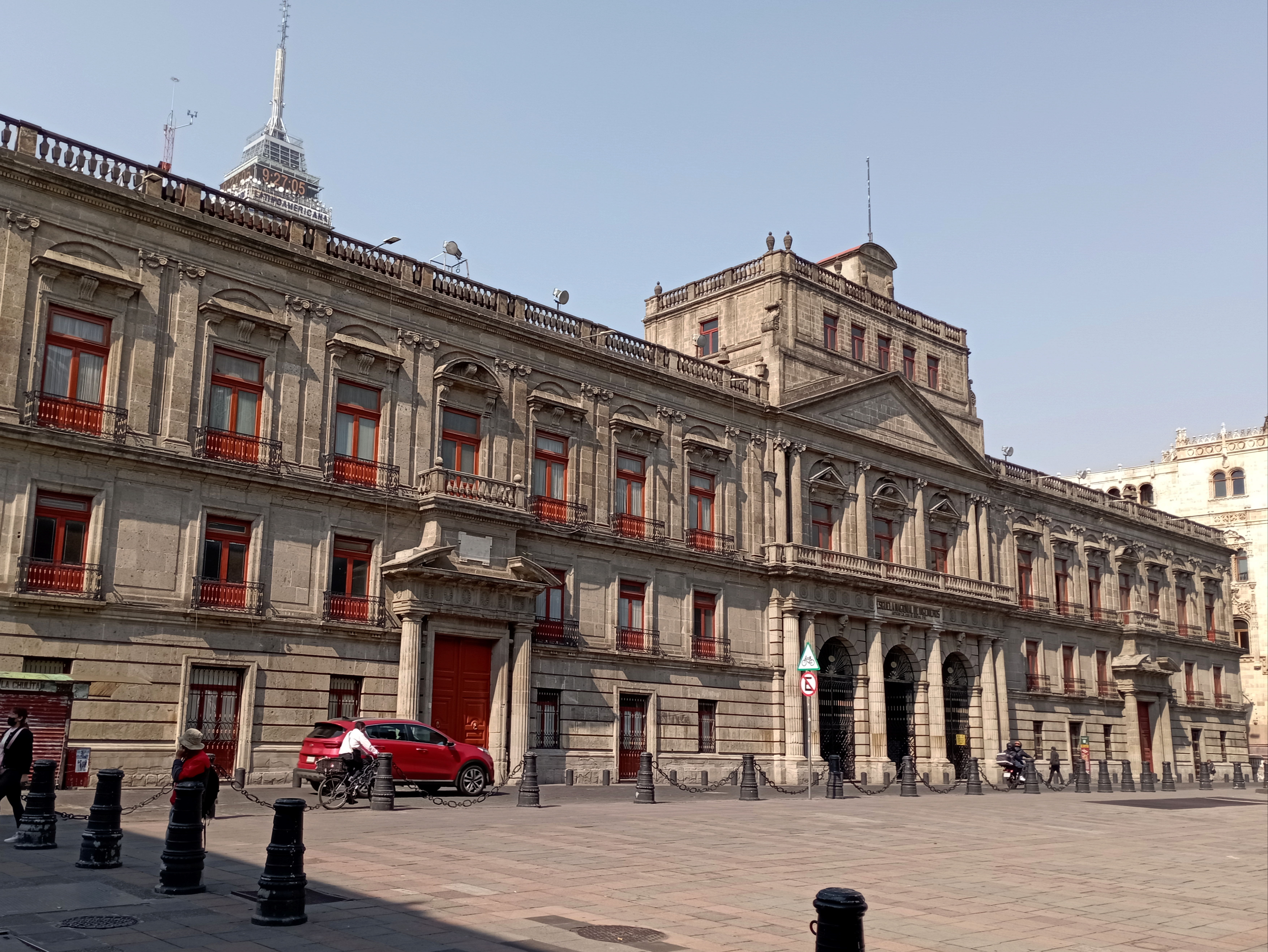
Palacio de Minería
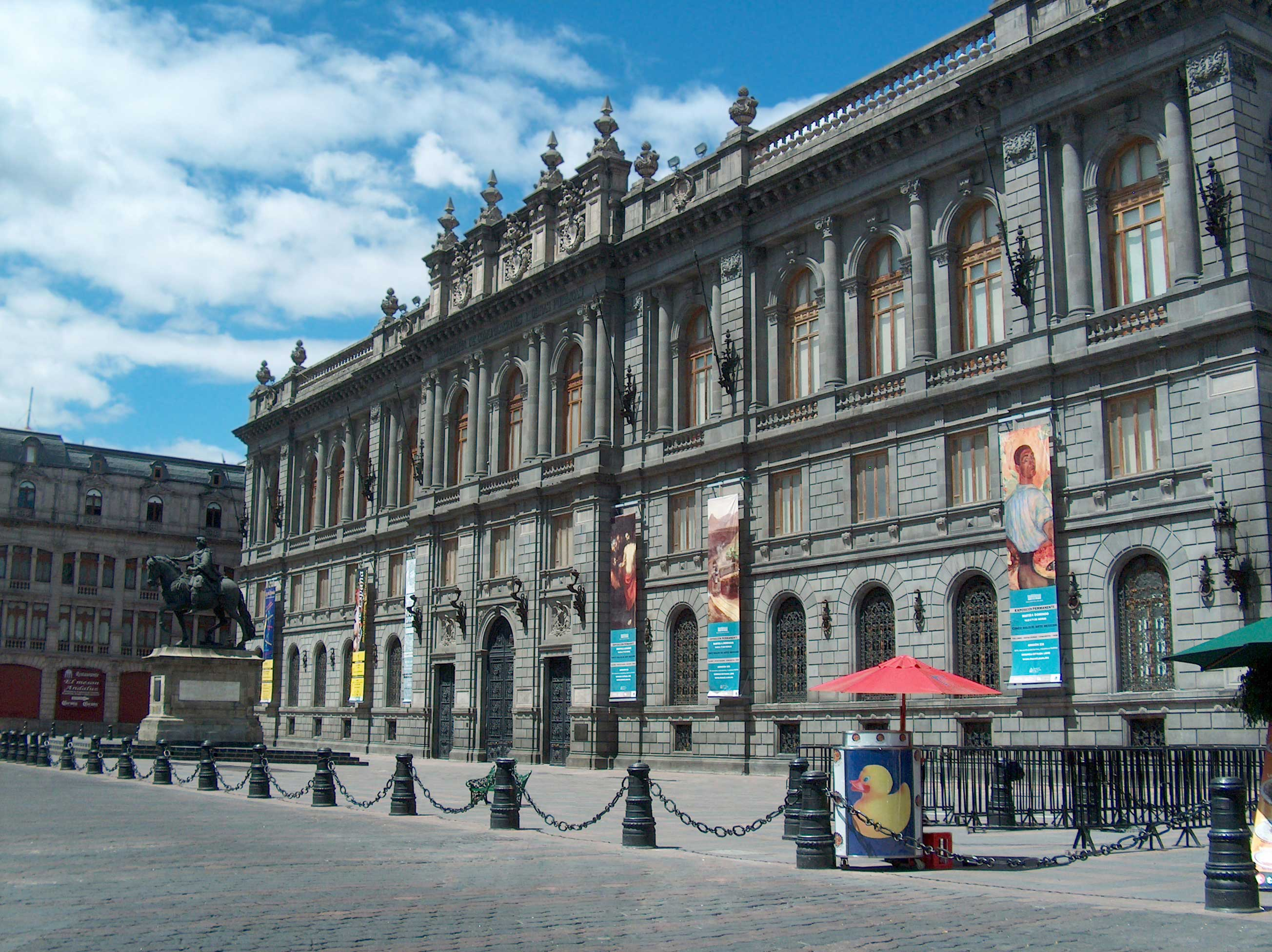
Museo Nacional de Arte
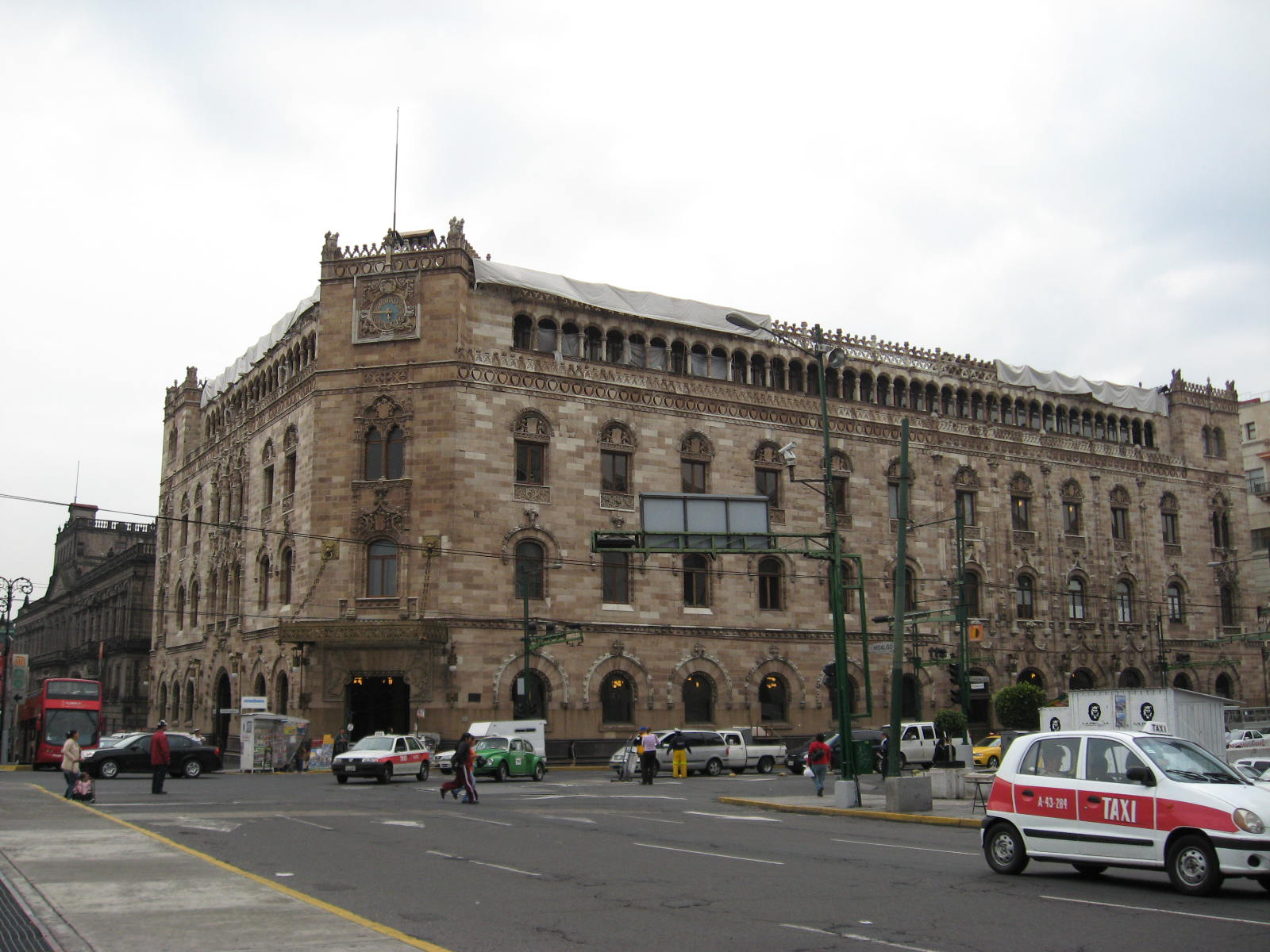
Palacio Postal
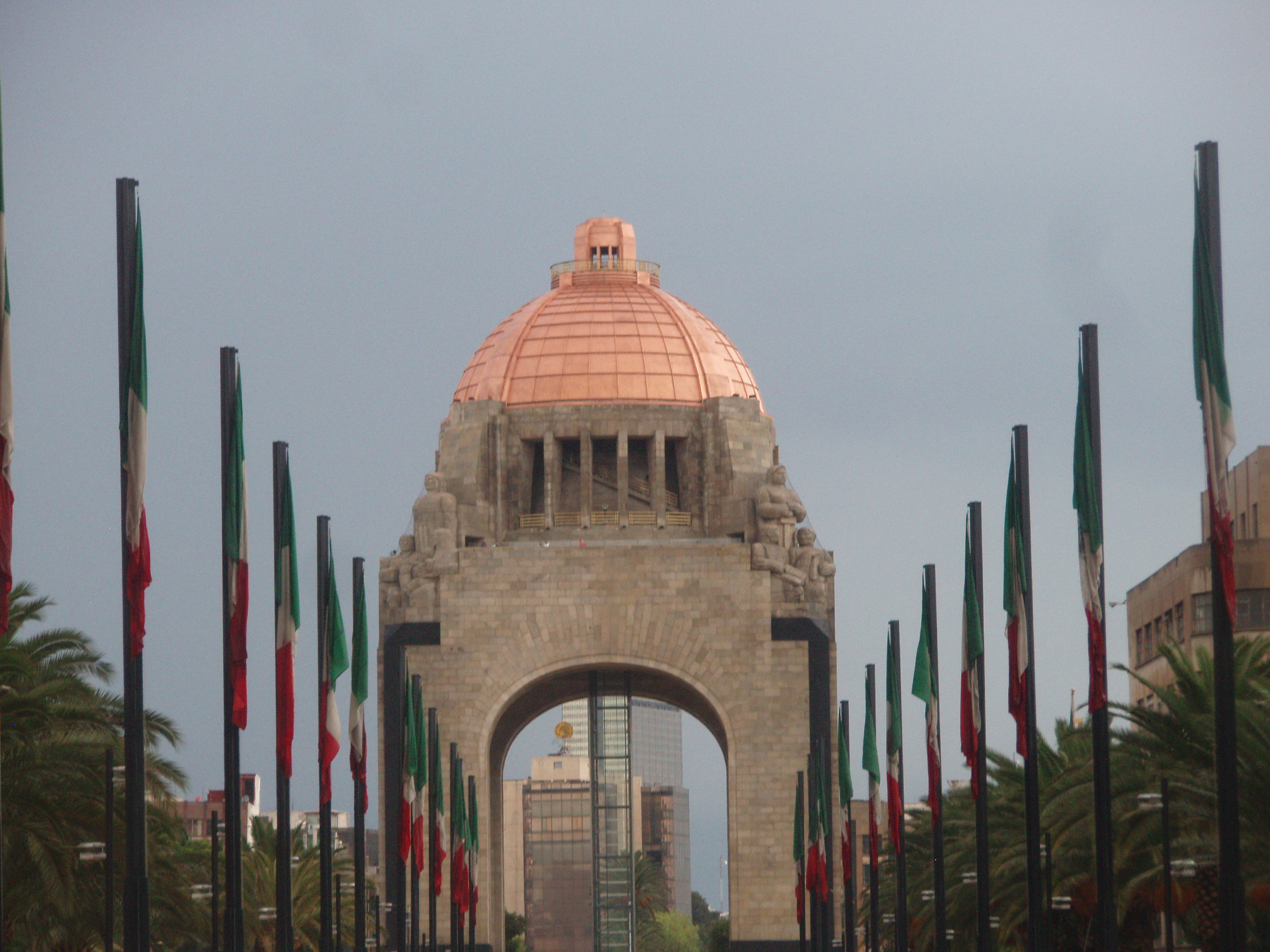
Monumento a la Revolución
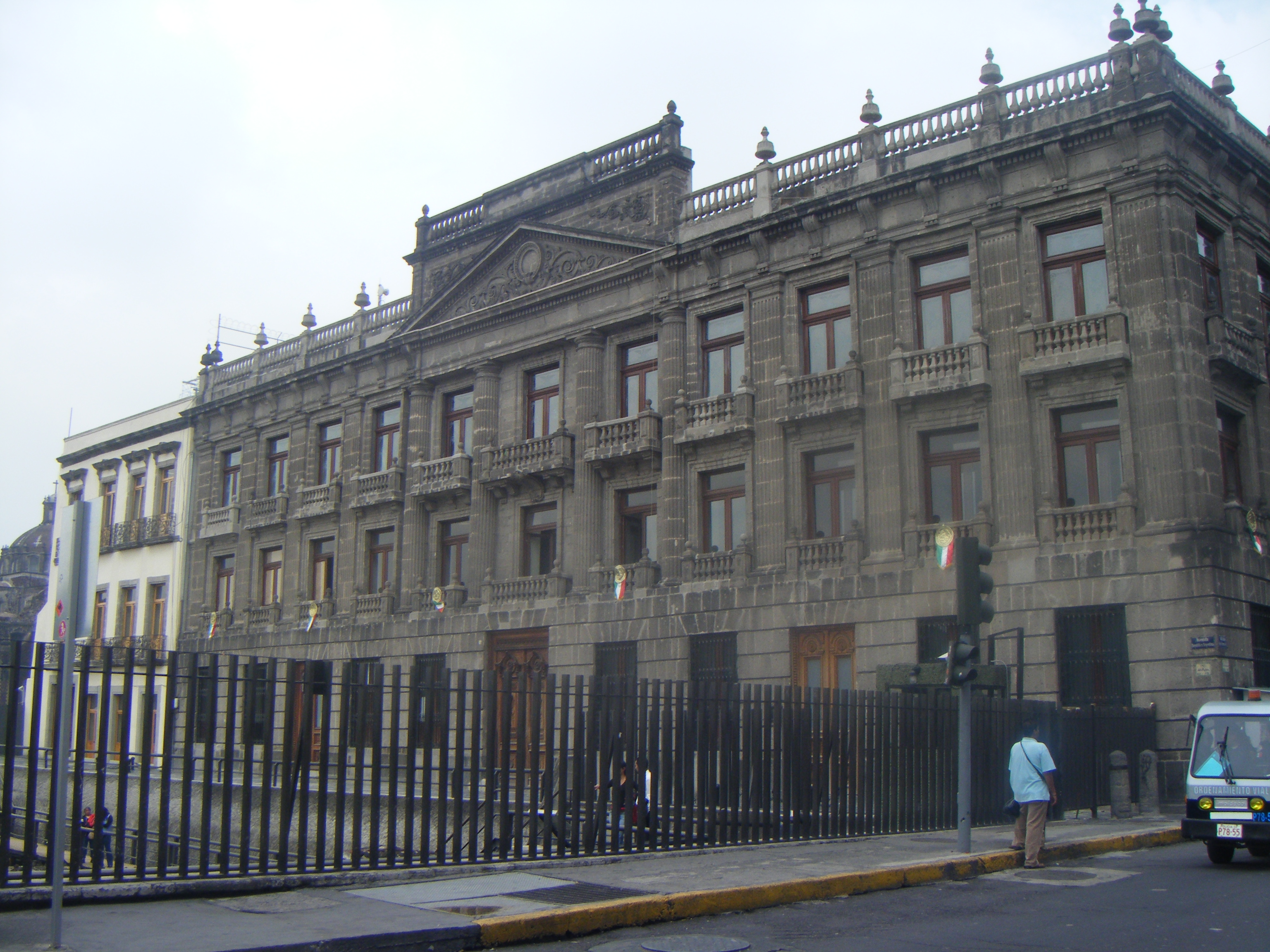
Palacio del Marqués del Apartado
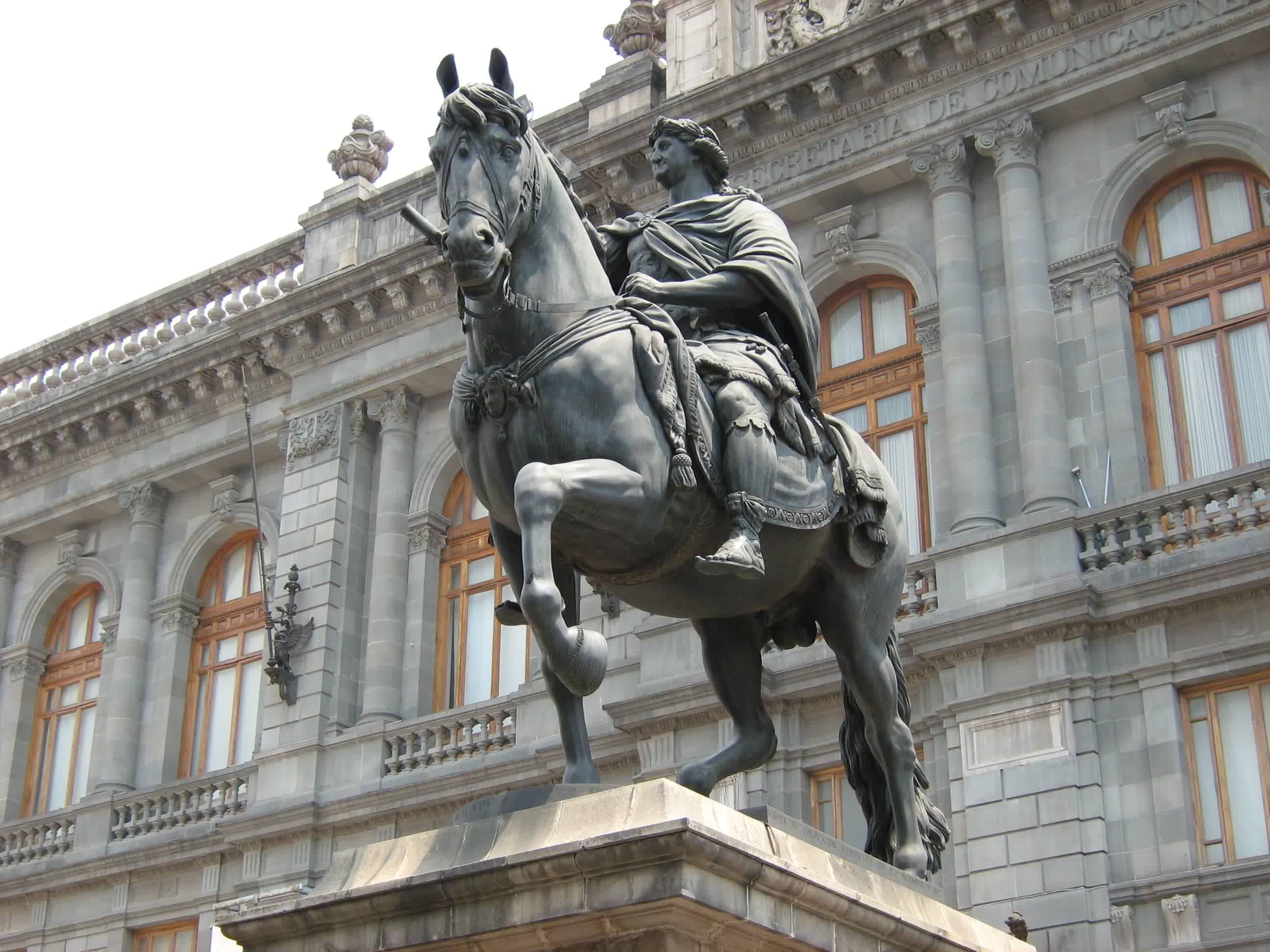
Estatua del rey Carlos IV de España, conocida como El Caballito.
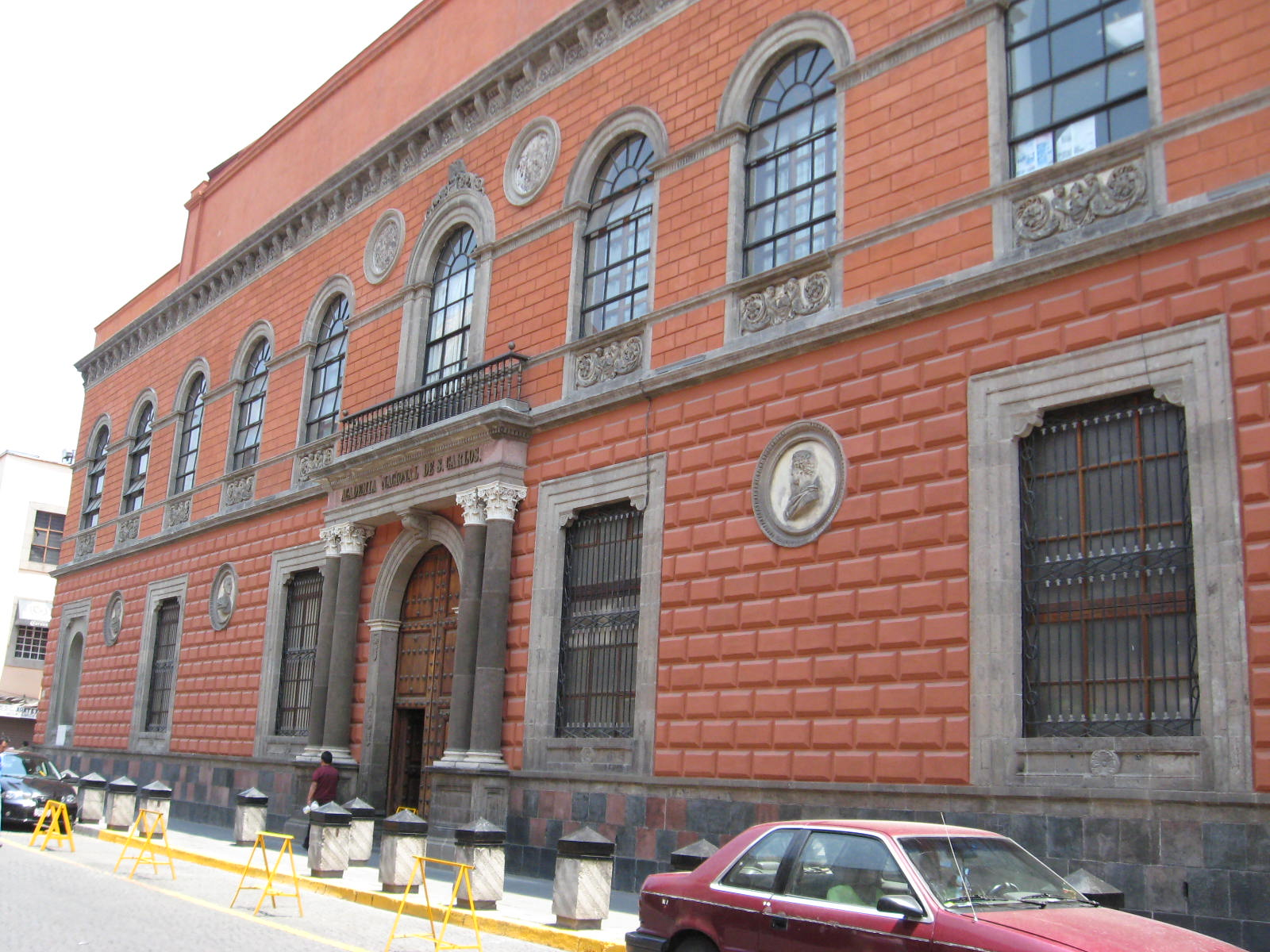
Academia de San Carlos
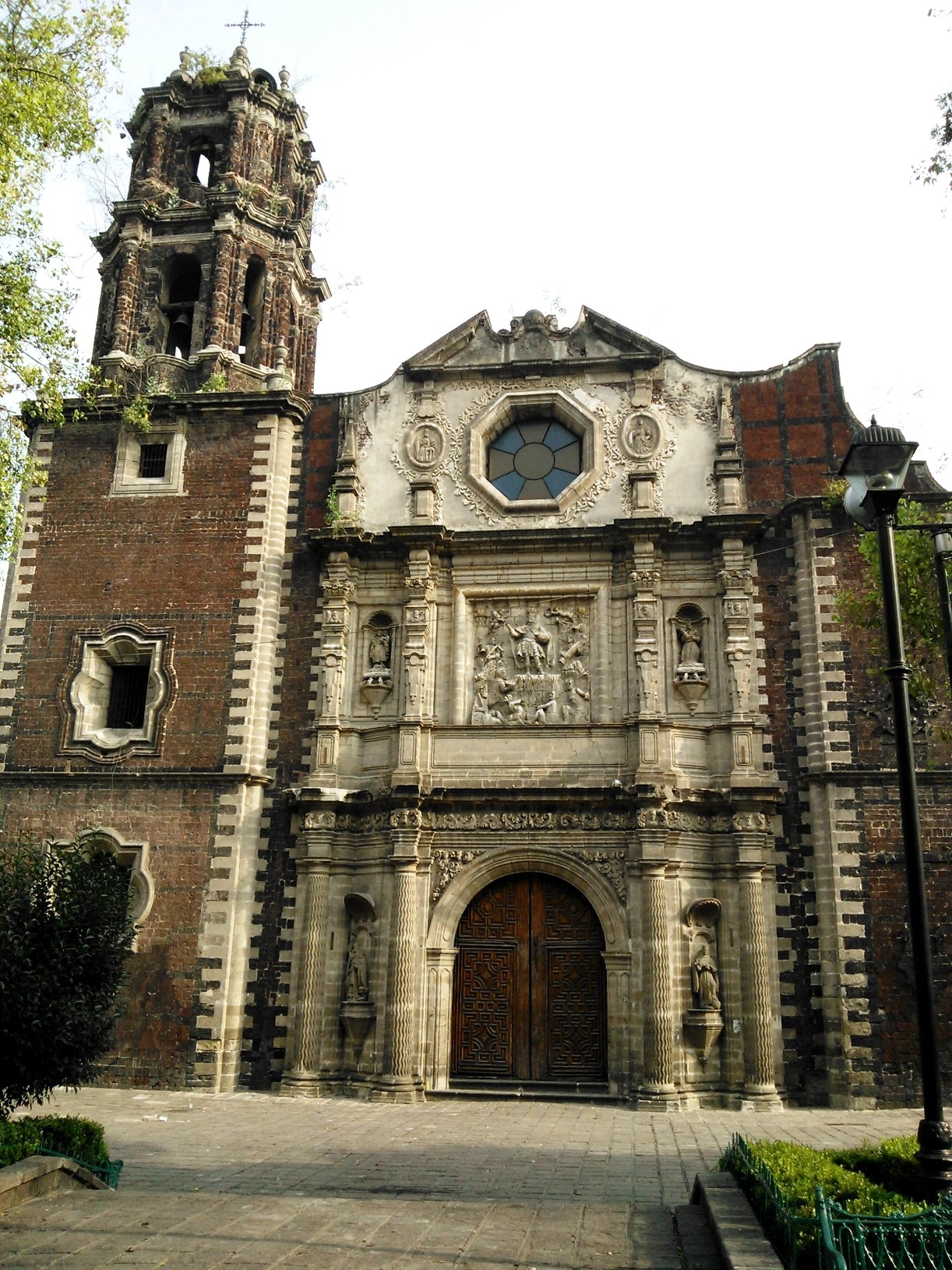
Parroquia de San Fernando
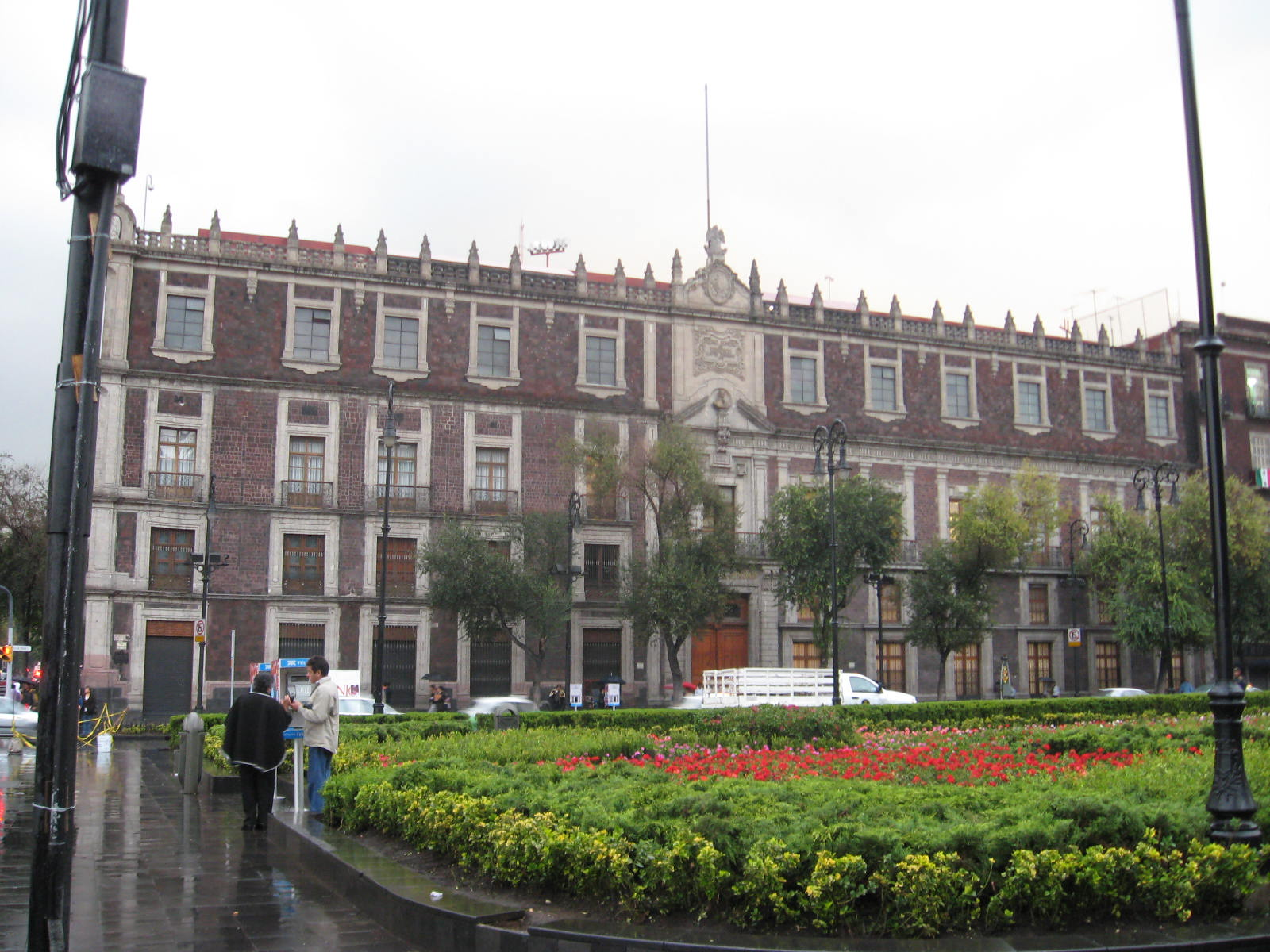
Nacional Monte de Piedad
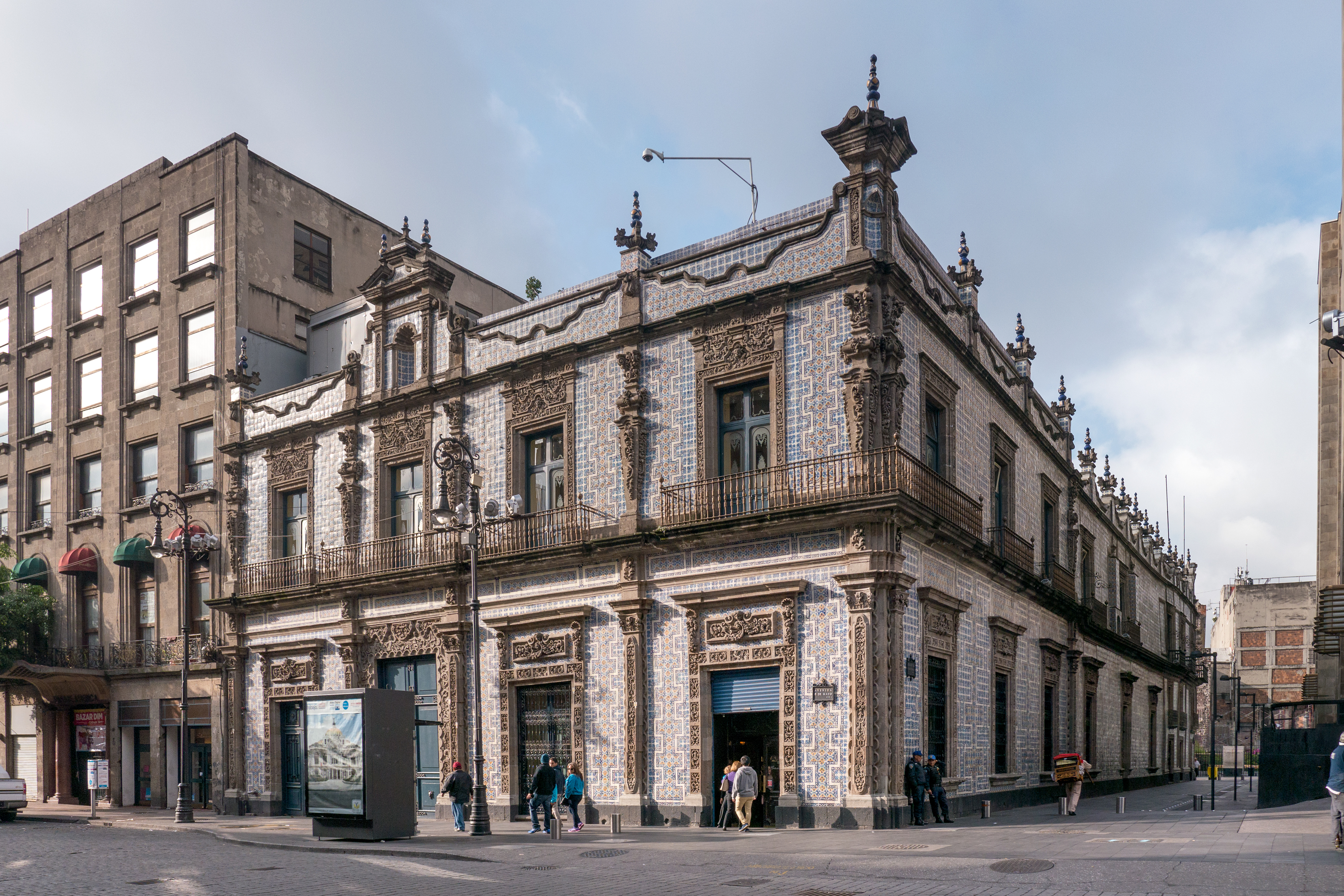
Casa de los Azulejos
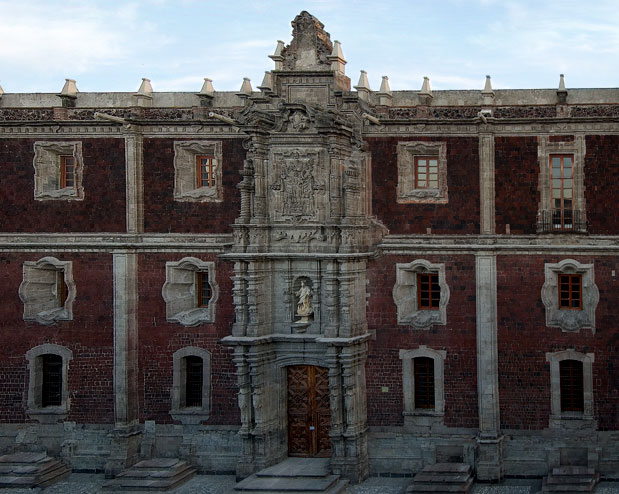
Antiguo Colegio de San Ildefonso
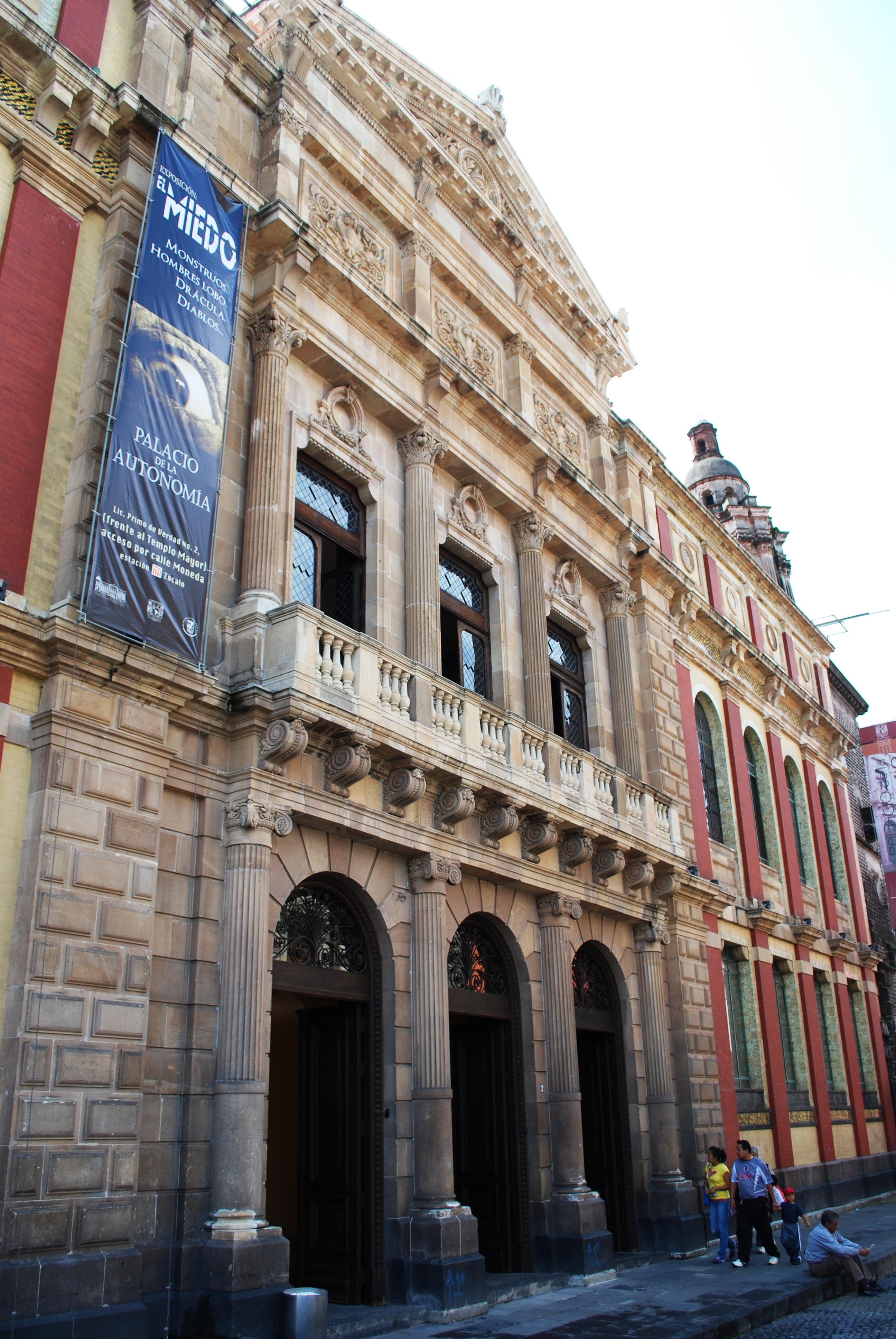
Palacio de la Autonomía
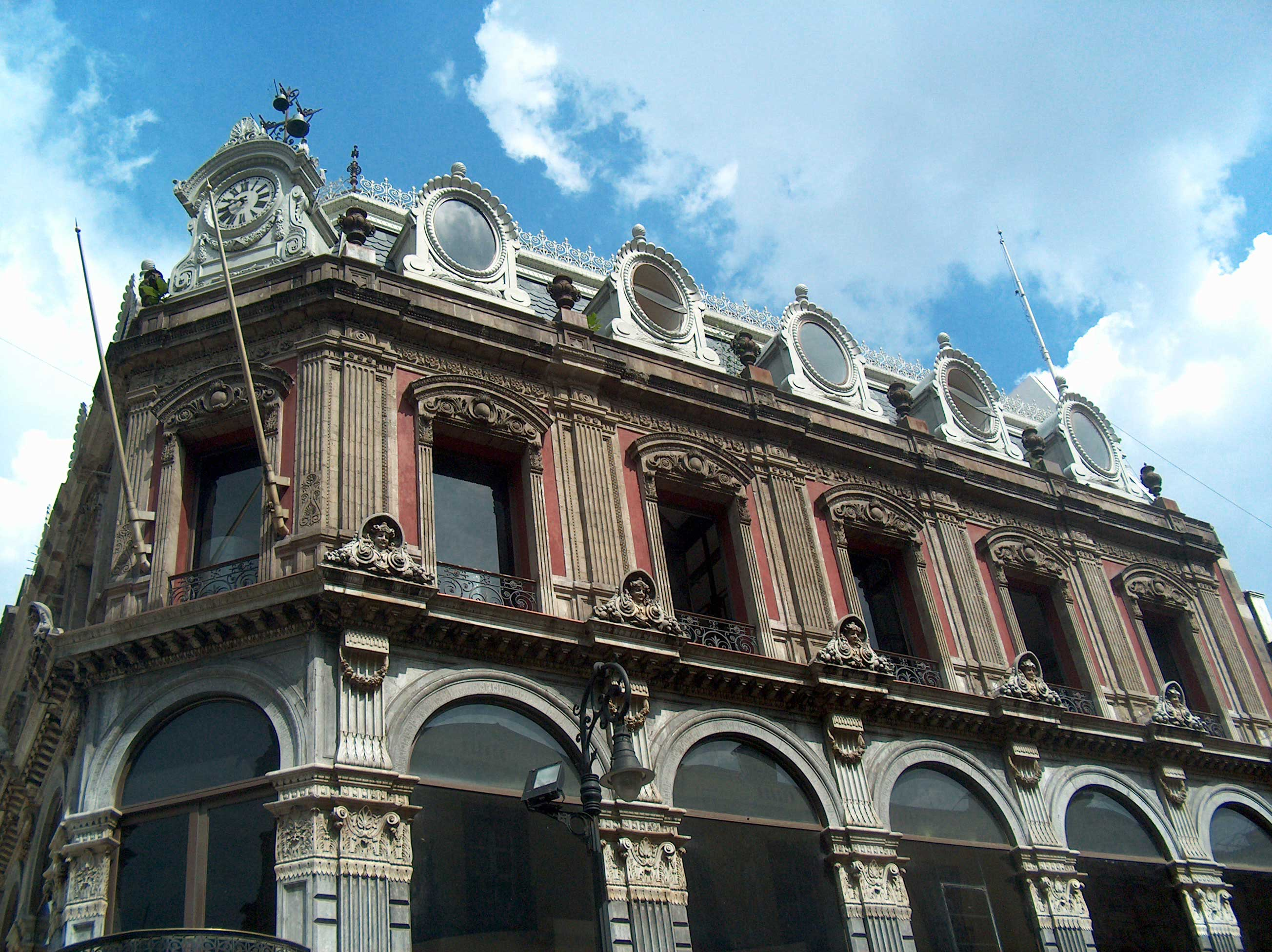
Museo del Estanquillo
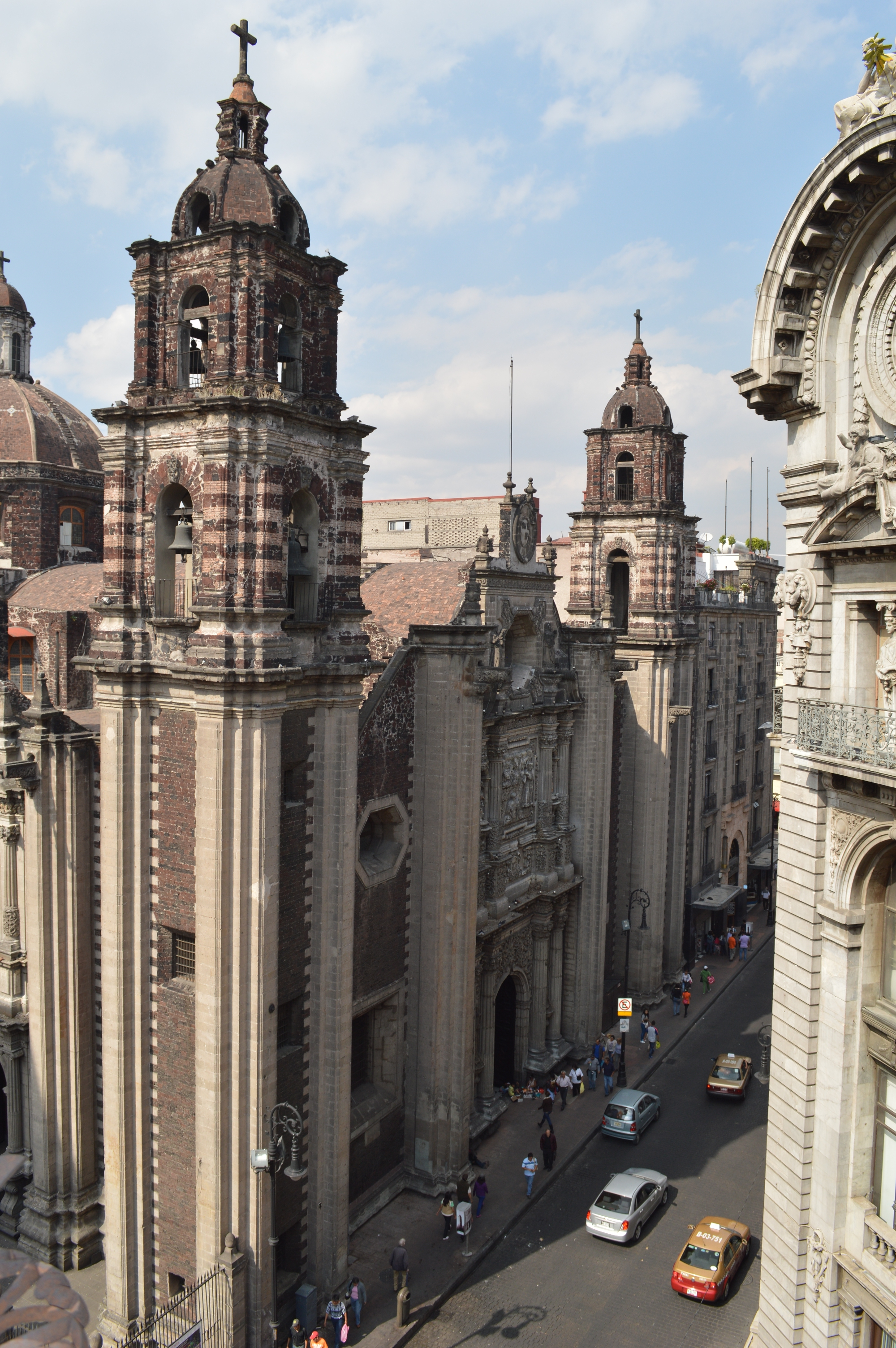
La Profesa
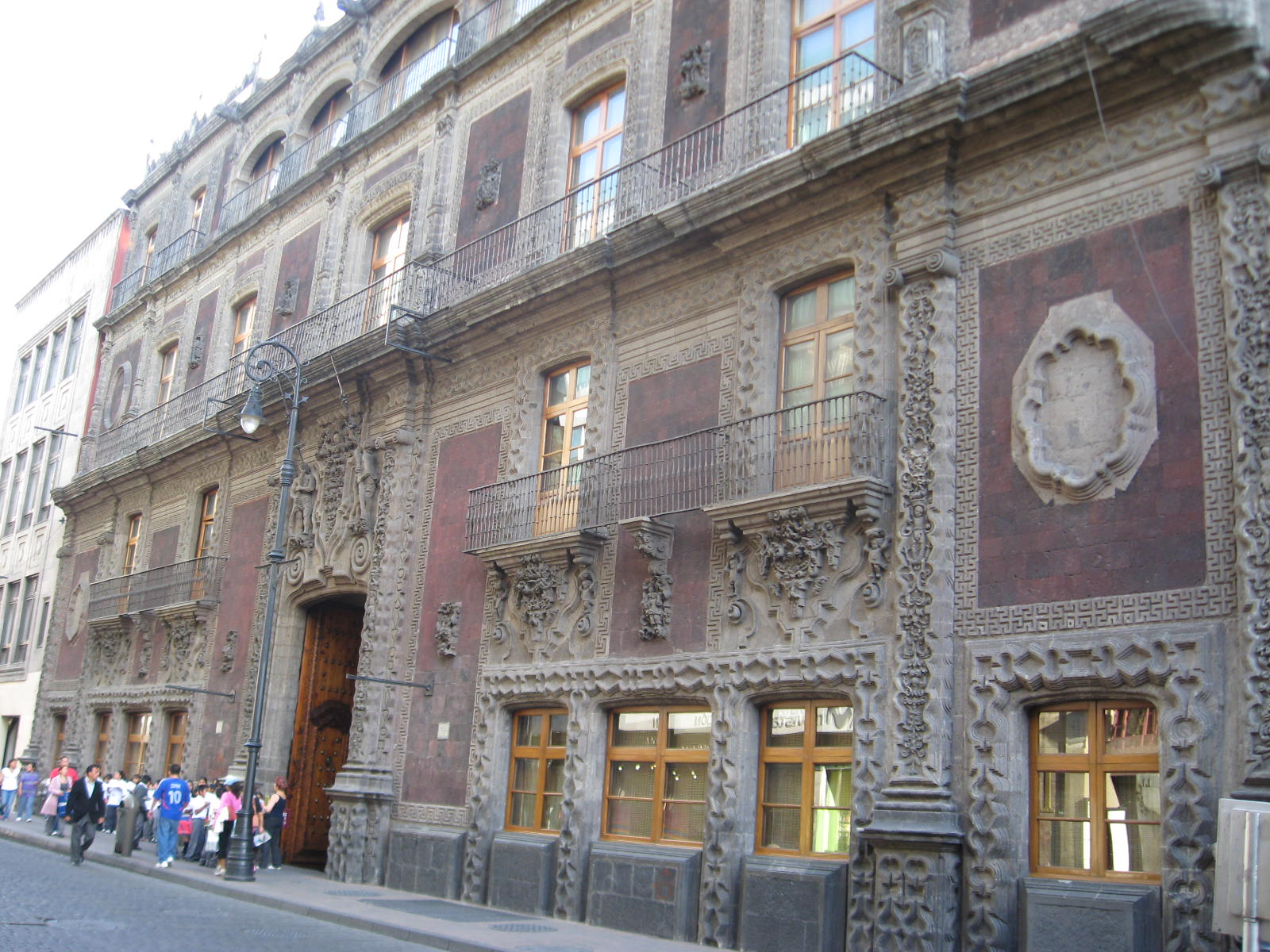
Palacio de Iturbide
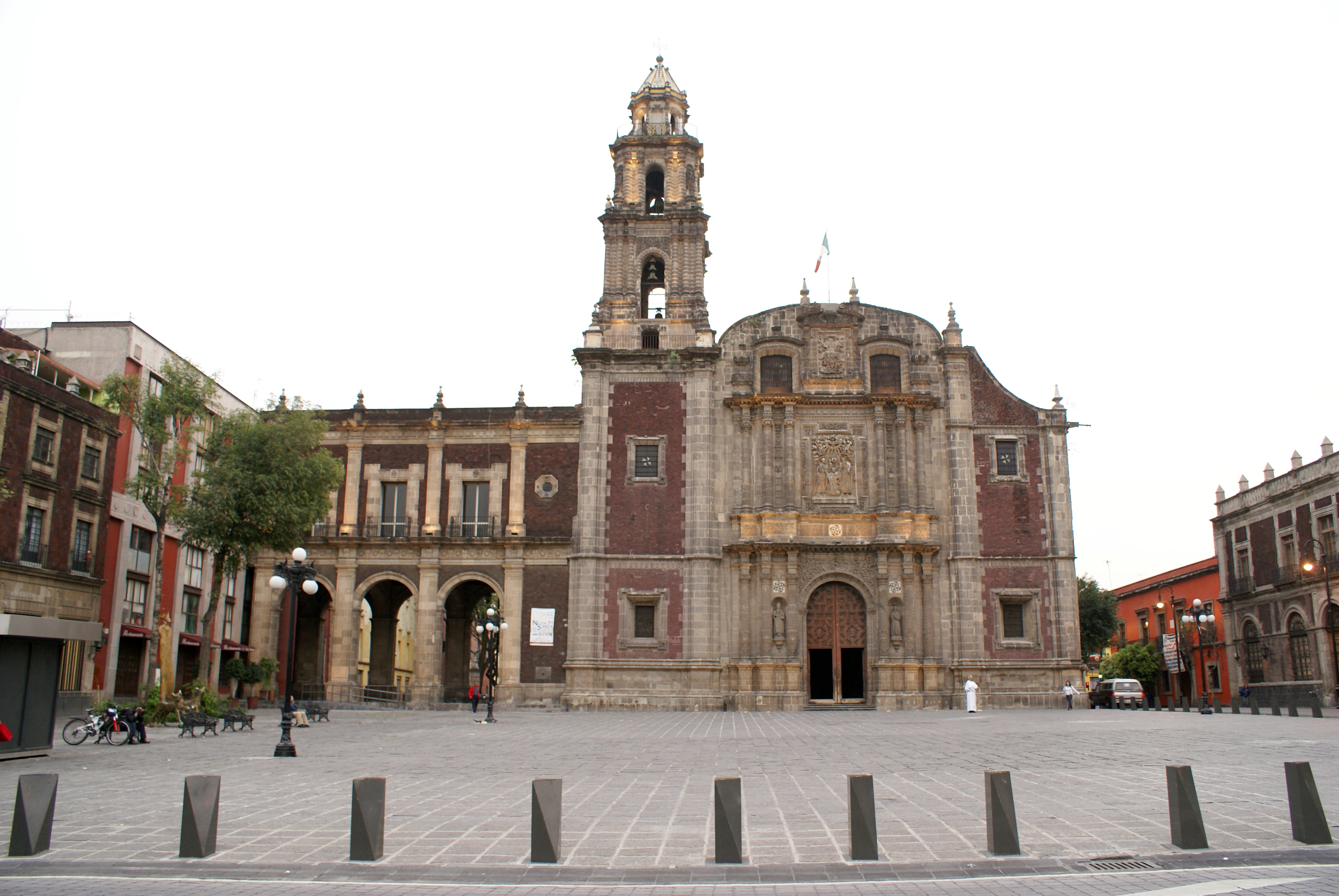
Iglesia de Santo Domingo
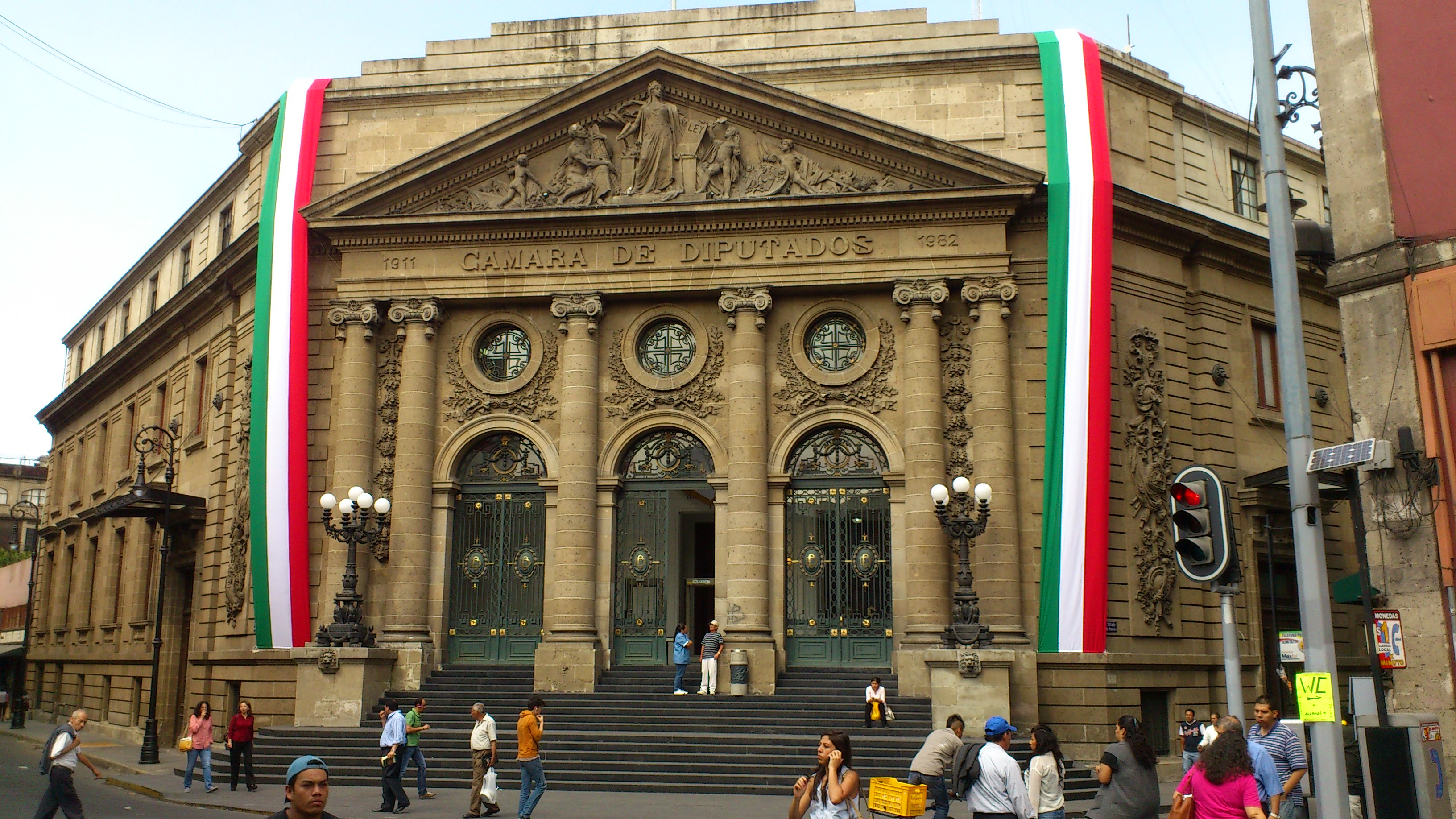
Palacio Legislativo de Donceles
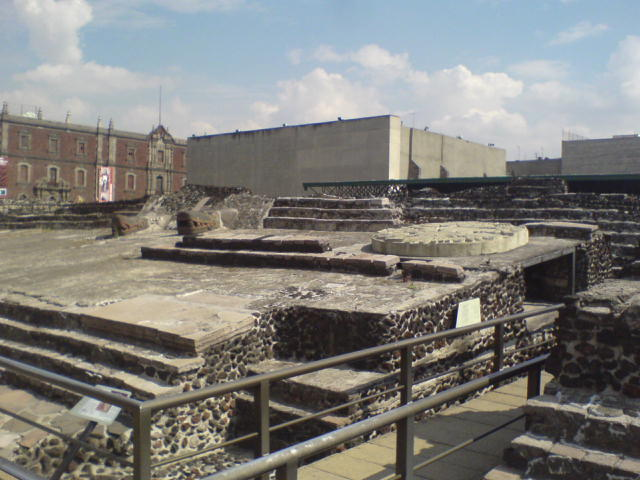
Sitio arqueológico del Templo Mayor, parte de la antigua Tenochtitlan.
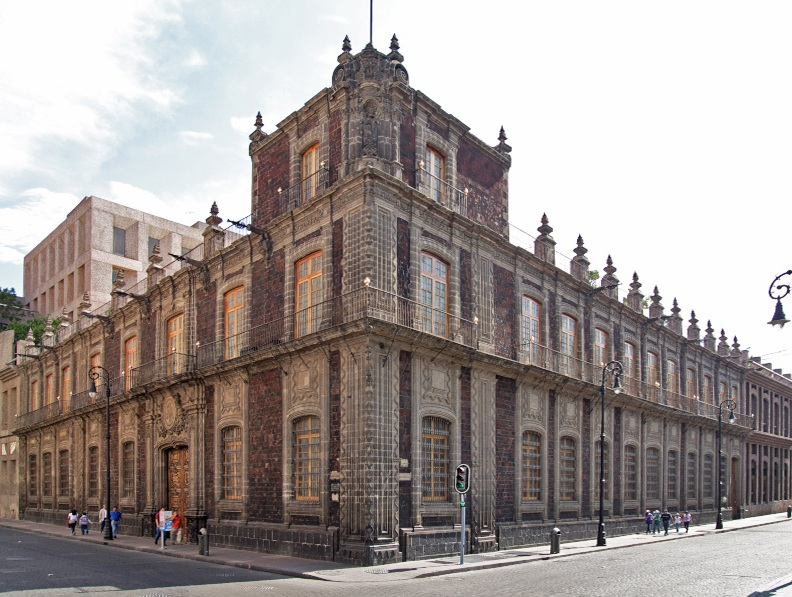
Palacio de los Condes de San Mateo de Valparaiso
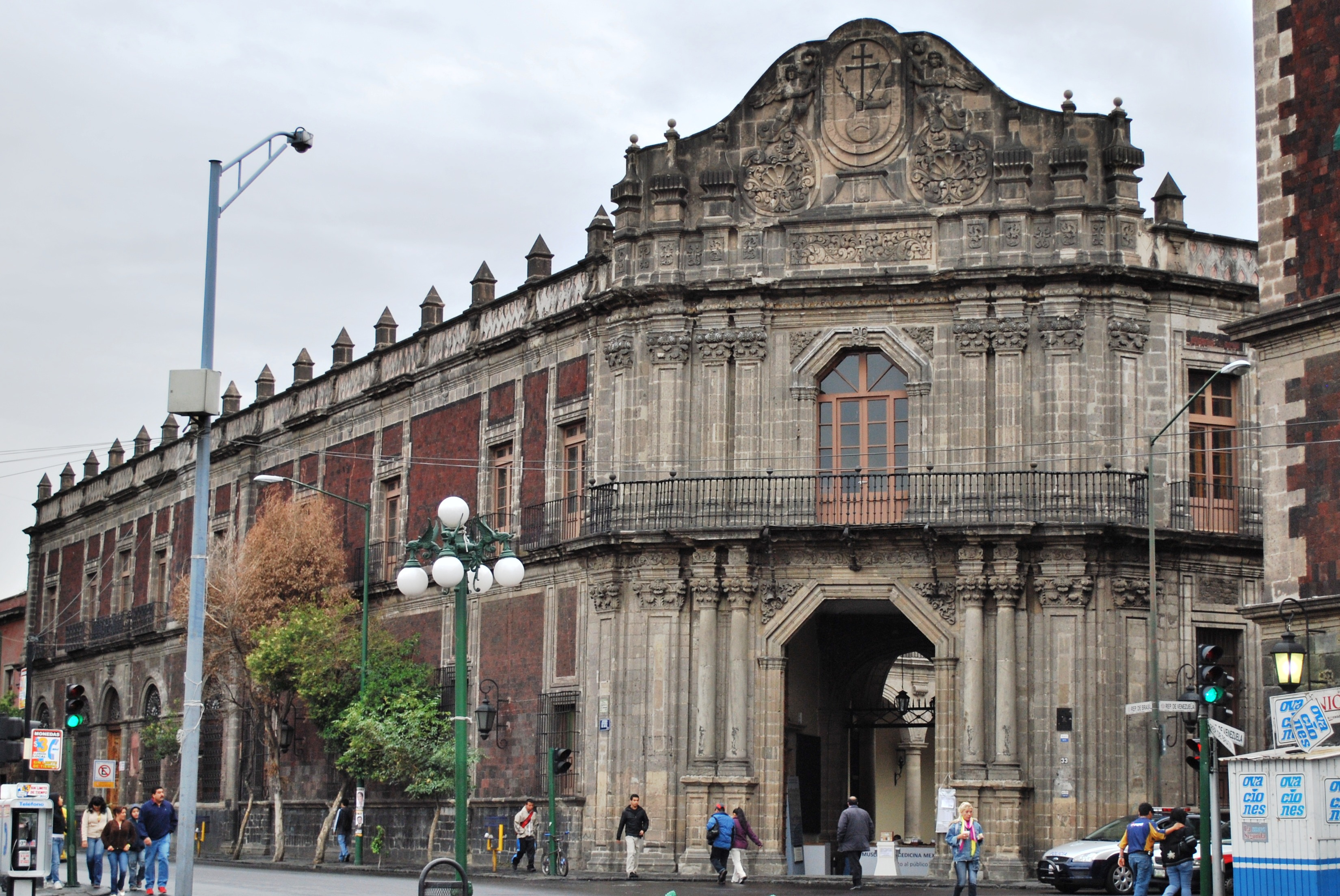
Palacio de la Escuela de Medicina
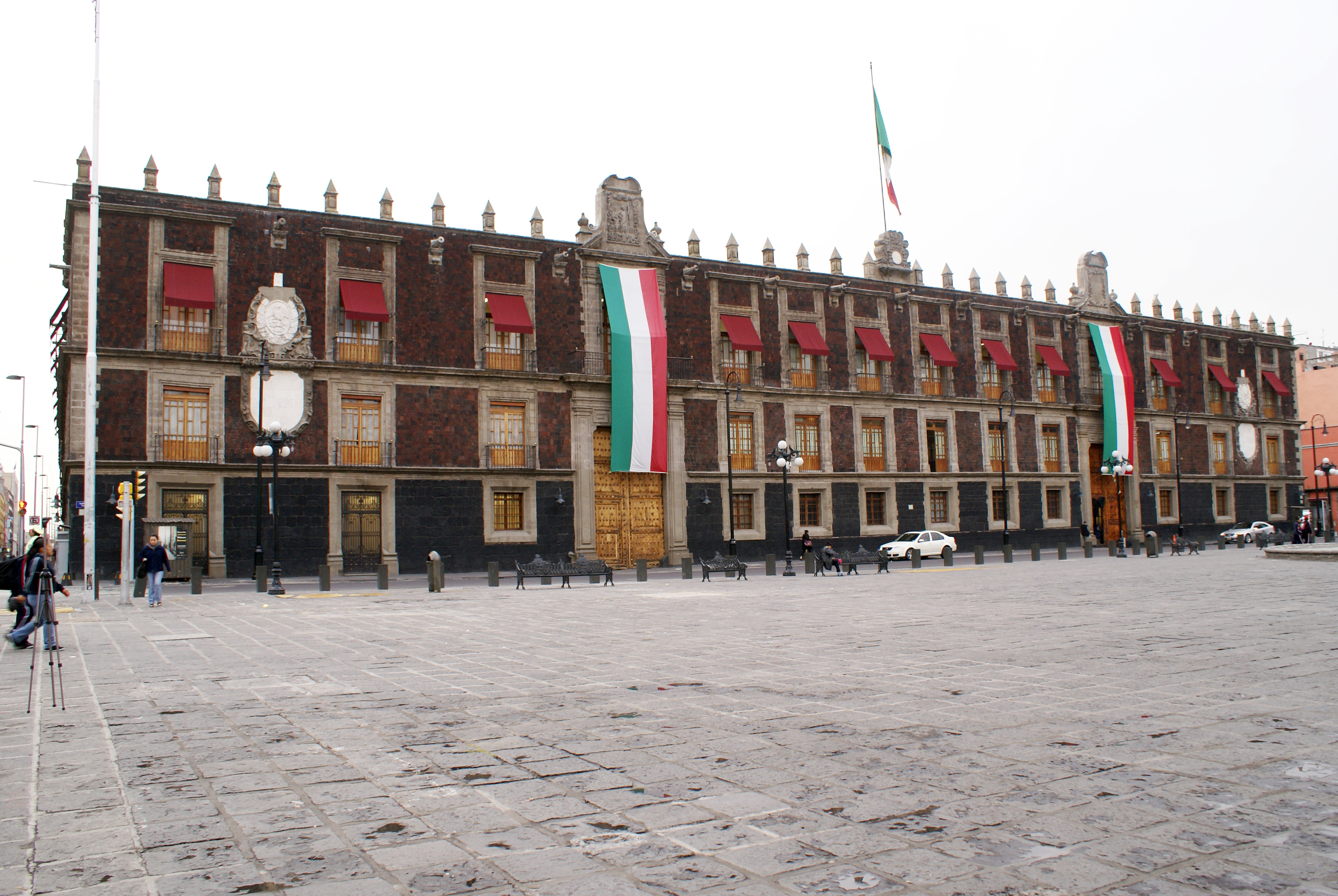
Edificio de la antigua Aduana de la Ciudad de México
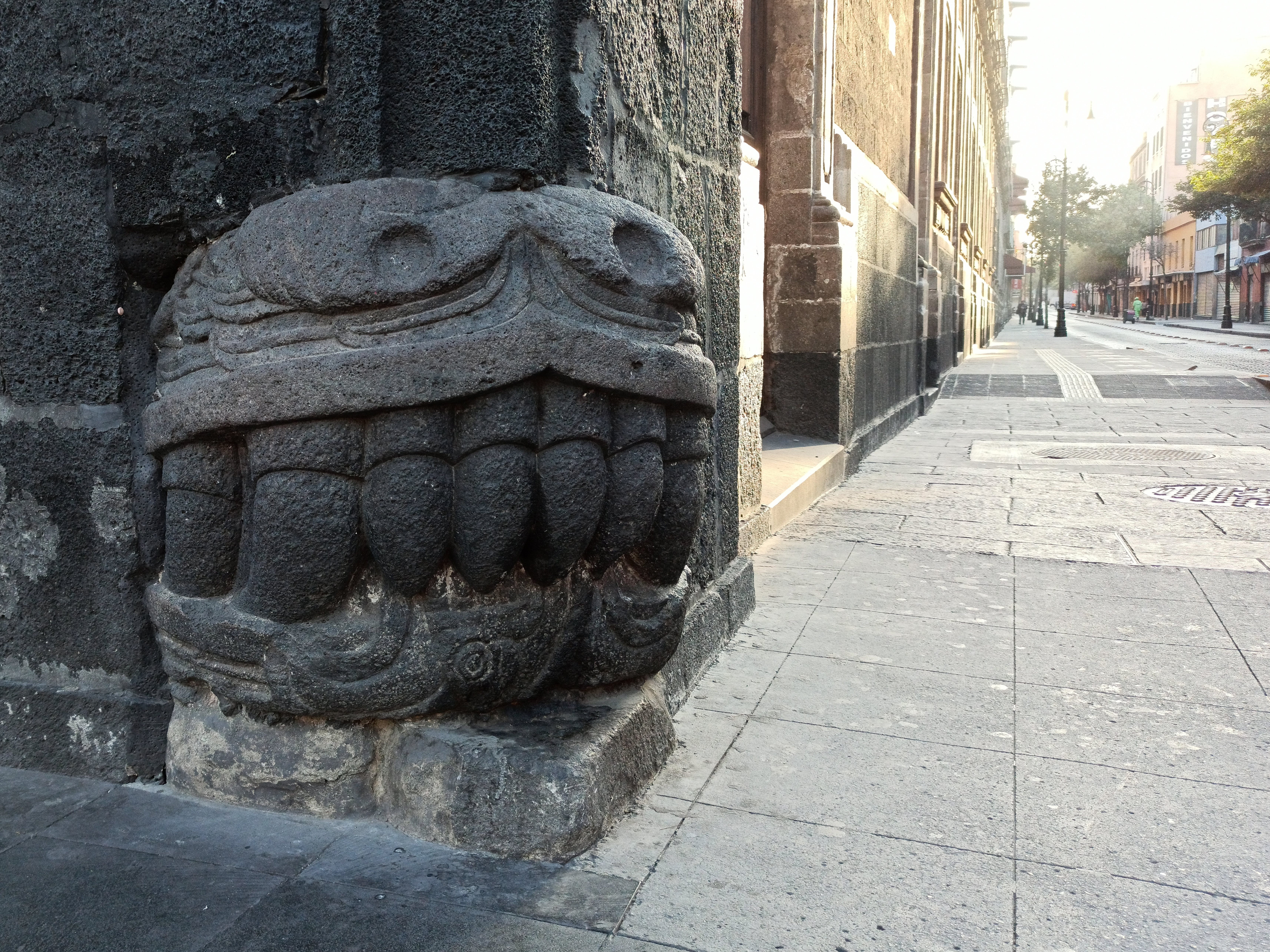
Esquina del Museo de la Ciudad de México
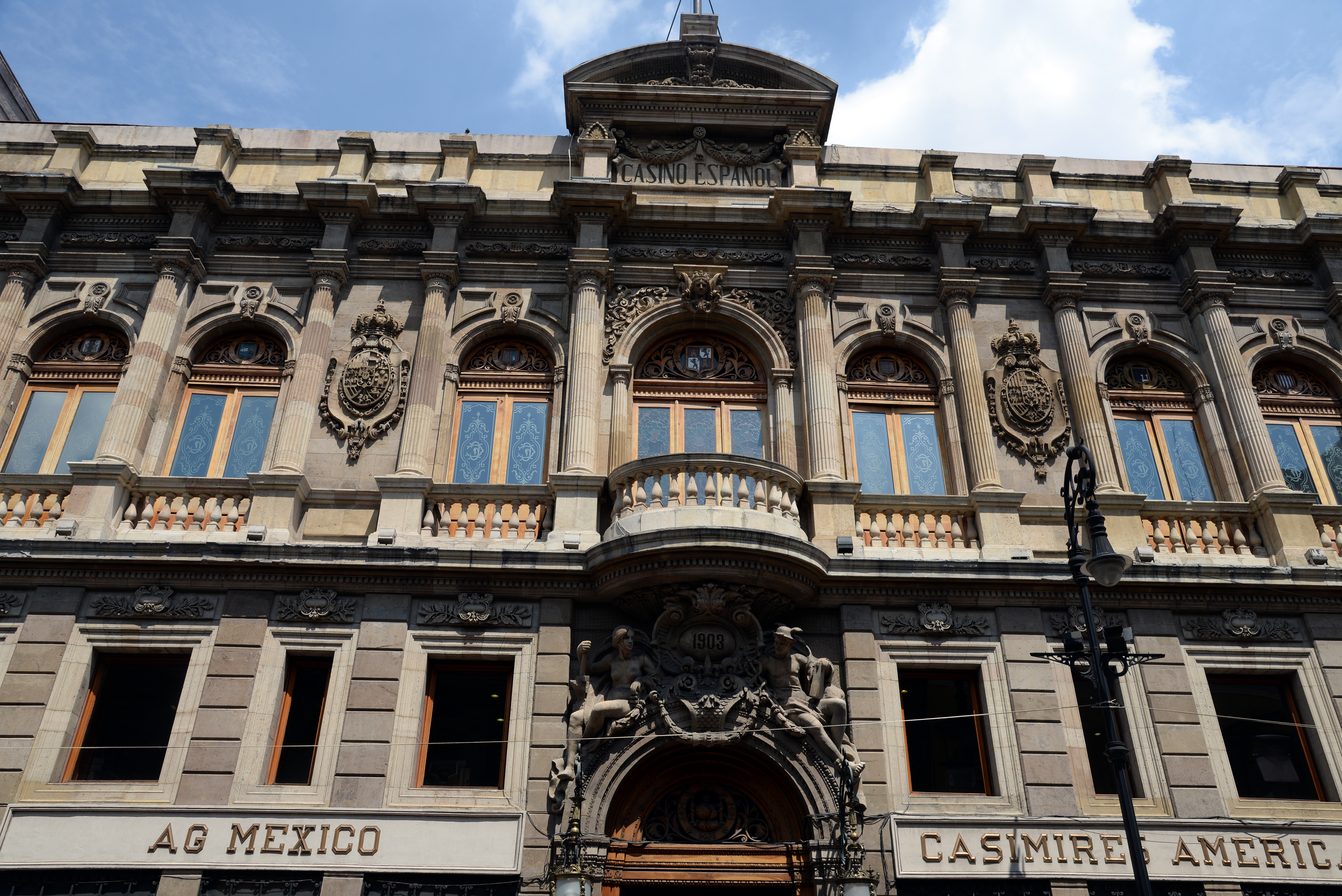
Casino Español de México
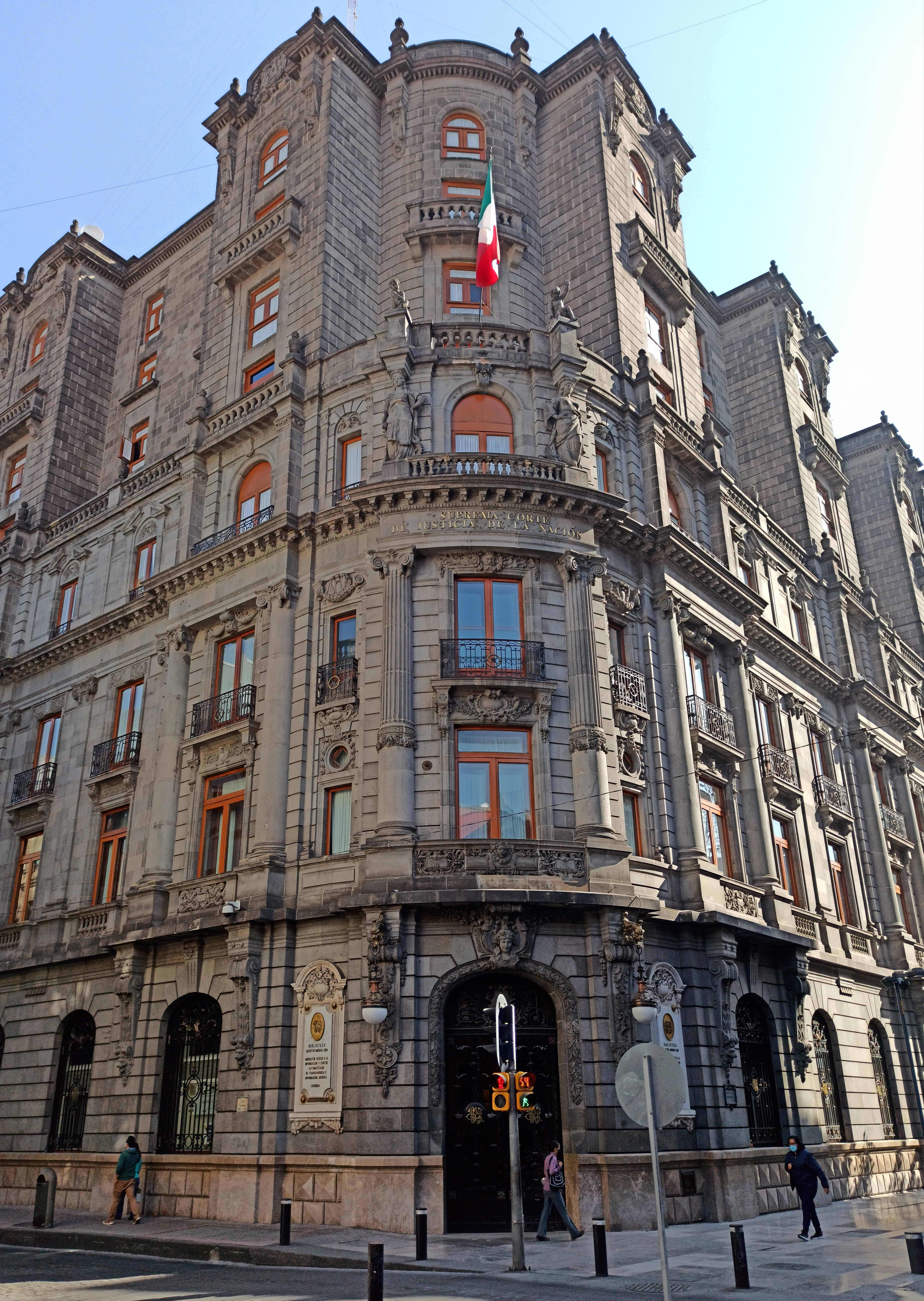
Biblioteca Central Silvestre Moreno Cora (SCJN)